# Weiterstadt

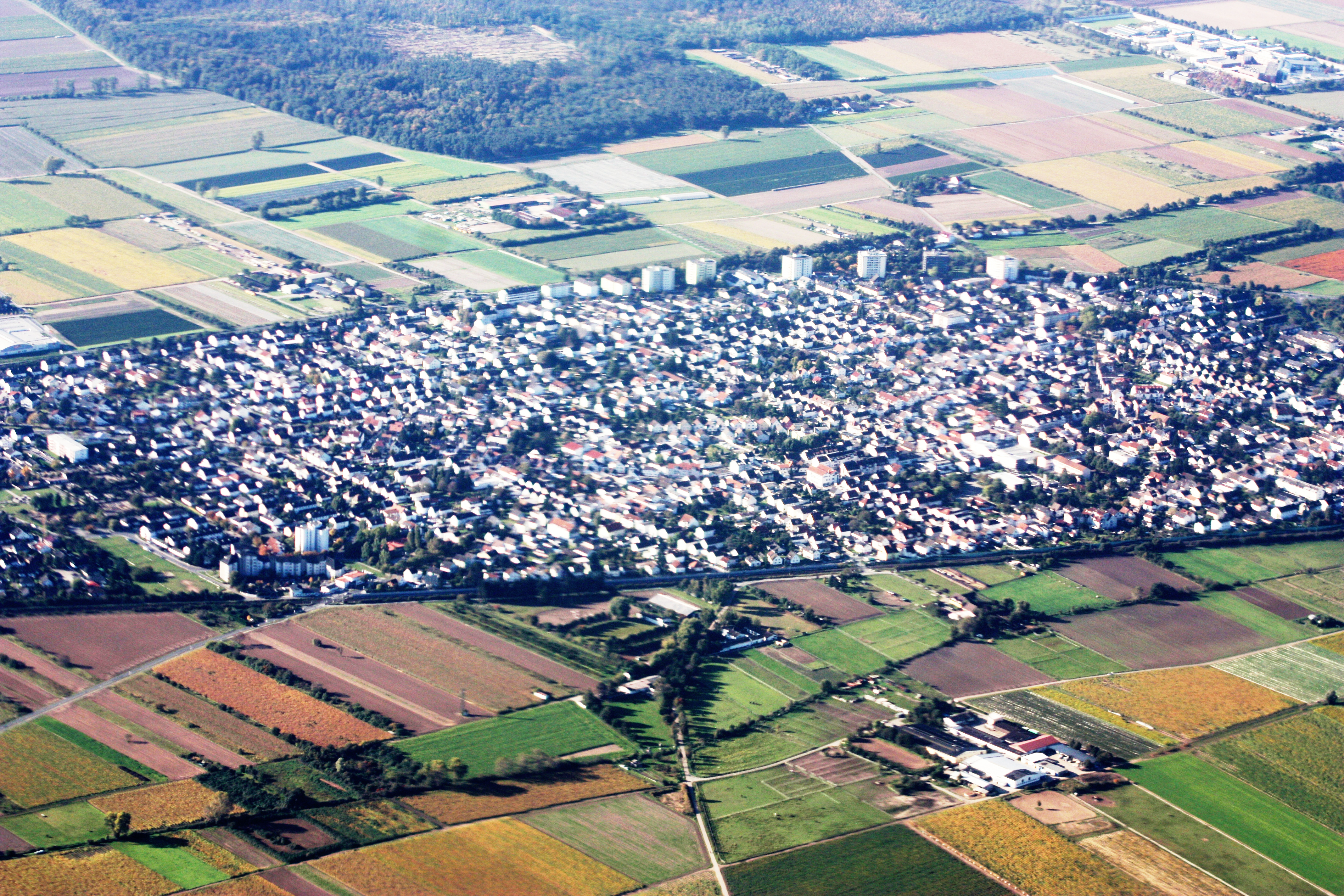
Luftaufnahme von Weiterstadt (2010)

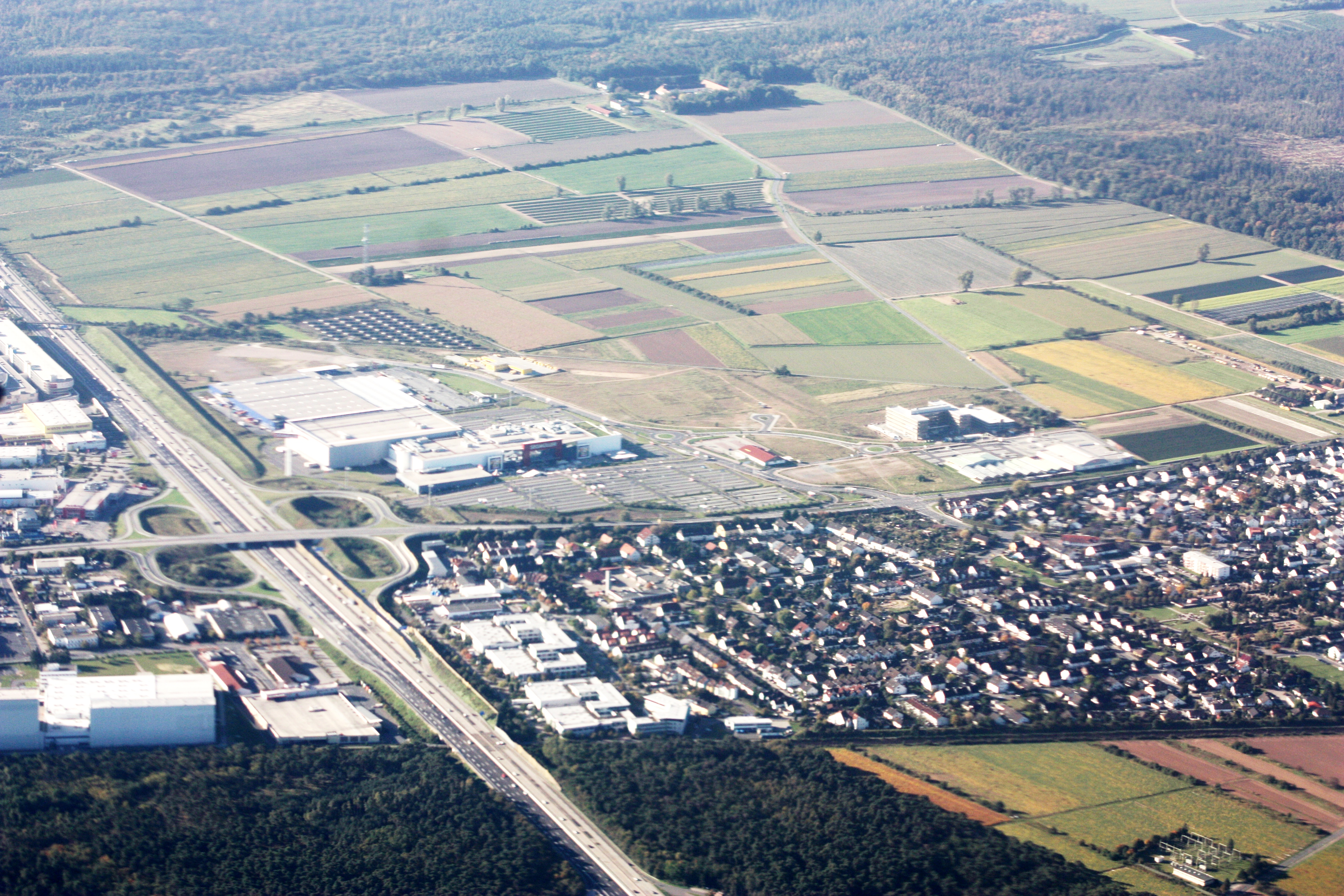
Luftaufnahme von Weiterstadt-Süd (2010)

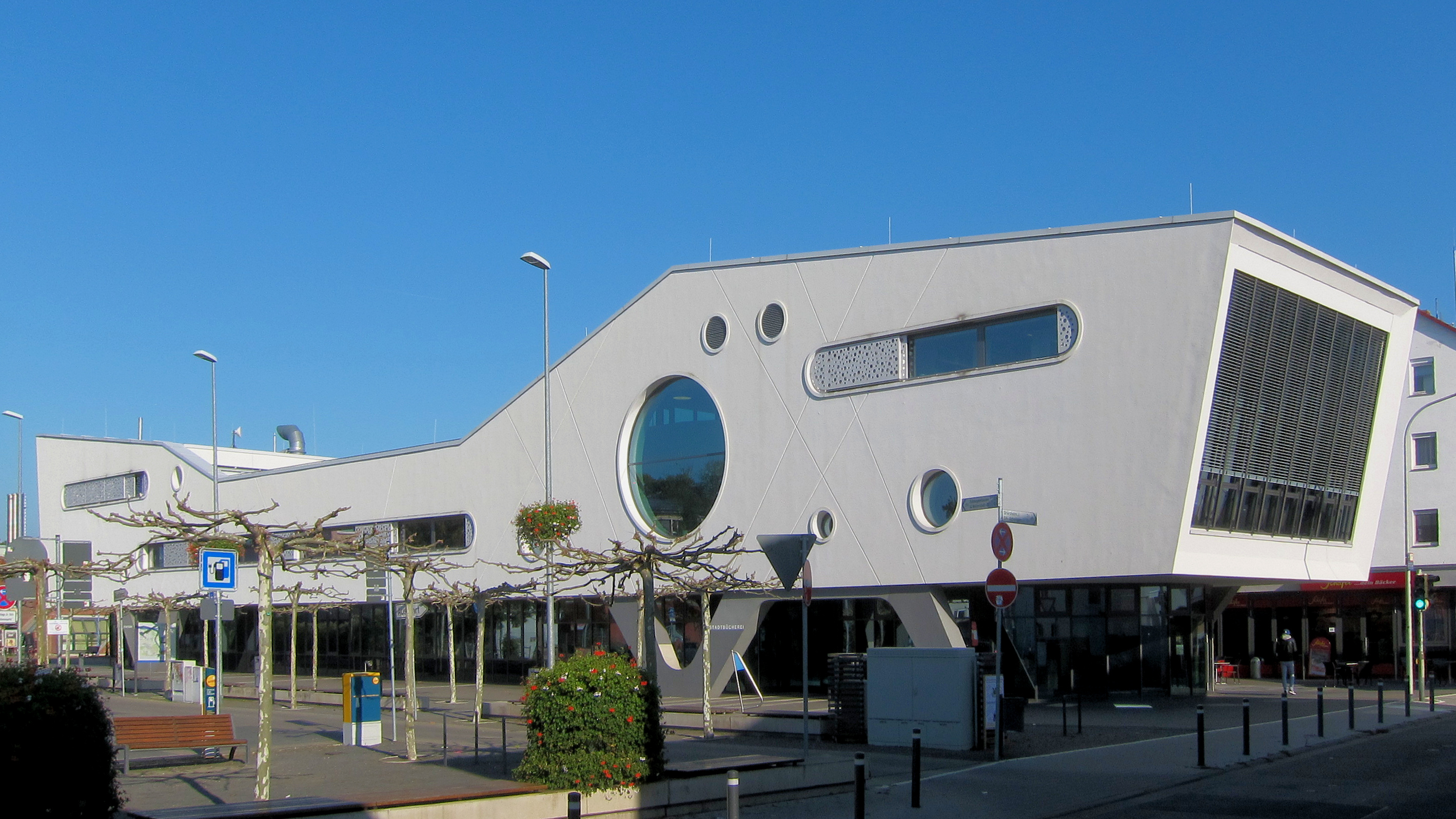
„Medienschiff“ im Zentrum von Weiterstadt

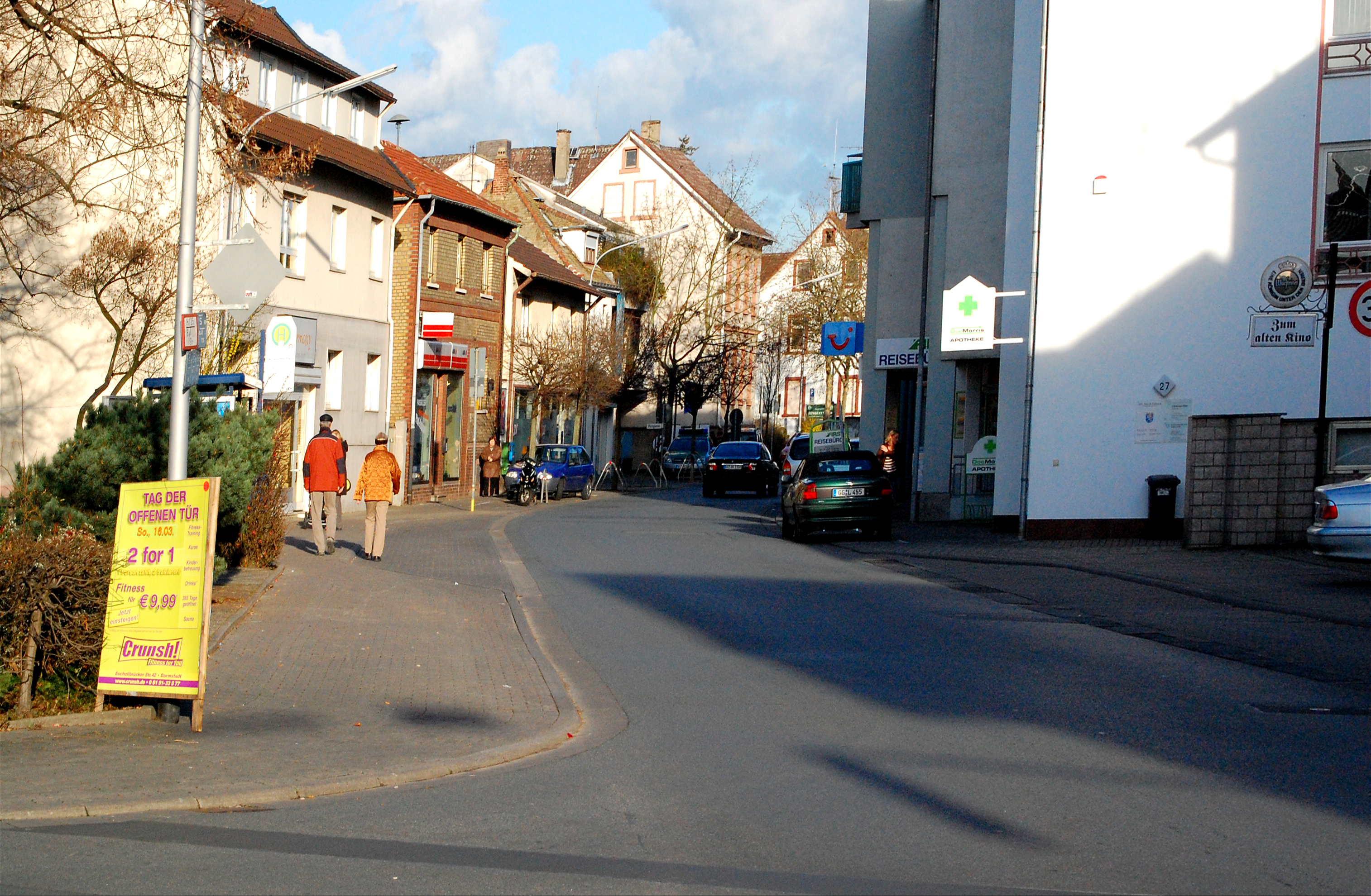
Darmstädter Straße

Weiterstadt ist eine Stadt im südhessischen Landkreis Darmstadt-Dieburg. Sie grenzt mit ihrem Stadtteil Riedbahn direkt an Darmstadt und liegt 20 km südlich des Frankfurter Flughafens.
Am 29. Juli 1993 bekam Weiterstadt von der Hessischen Landesregierung die Bezeichnung Stadt verliehen. In die Öffentlichkeit geriet Weiterstadt am 27. März 1993, als die Rote Armee Fraktion (RAF) einen Sprengstoffanschlag auf die zu dem Zeitpunkt gerade erst fertiggestellte Justizvollzugsanstalt Weiterstadt verübte.

## Geographie

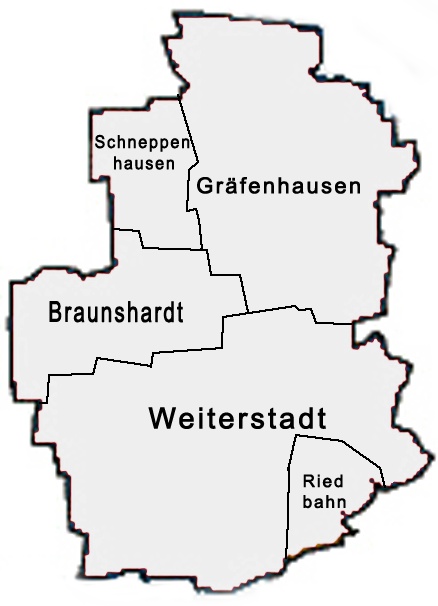
Gebietsaufteilung der Stadtteile

### Geographische Lage
|            | Mörfelden-Walldorf                          | Erzhausen |
| Büttelborn | Kompassrose, die auf Nachbargemeinden zeigt | Darmstadt |
|            | Griesheim                                   |           |

Geografisch liegt Weiterstadt im Rhein-Main-Gebiet und im hessischen Ried. Außerhalb der Wohngebiete fließen einige kleine Bäche. Bei einer Durchschnittshöhe von 108 m ü. NN ist das Gebiet zum größten Teil Flachland. Der tiefste Punkt liegt im Stadtteil Braunshardt mit einer Höhe von 100,7 m ü. NN. Die höchste Stelle befindet sich im Gewerbegebiet Rotböll im Stadtteil Gräfenhausen mit einer Höhe von 118,3 m ü. NN.
Das Stadtgebiet erstreckt sich über eine Breite von maximal sechs und eine Länge von circa sieben Kilometer, während die schmalste Stelle circa drei Kilometer breit ist. Östlich von Weiterstadt liegt das Waldgebiet Täubcheshöhle, südlich der Stadt finden sich zwei weitere kleine Waldgebiete sowie der Darmstädter Westwald. Die übrige Gemarkungsfläche wird intensiv landwirtschaftlich genutzt.
Weiterstadt grenzt im Norden an die Stadt Mörfelden-Walldorf (Kreis Groß-Gerau) und an die Gemeinde Erzhausen, im Osten an die kreisfreie Stadt Darmstadt, im Süden an die Stadt Griesheim und im Westen an die Gemeinde Büttelborn (Kreis Groß-Gerau).

### Stadtgliederung
Weiterstadt besteht aus der Kernstadt und den vier Stadtteilen Braunshardt, Gräfenhausen, Schneppenhausen und Riedbahn. Im Stadtteil Riedbahn entwickelte sich ein Gewerbe- und Industriegebiet. Mit ihren etwa 25.000 Einwohnern ist Weiterstadt nach Griesheim und Pfungstadt die drittgrößte Stadt im Landkreis.
Weiterstadt hat eine Gesamtfläche von 3440,45 Hektar (ha). Davon entfallen auf den Stadtteil Braunshardt 471,12 ha (13,69 %), Gräfenhausen 1137,20 ha (33,05 %), Schneppenhausen 276,74 ha (8,04 %) und auf die Kernstadt Weiterstadt 1555,39 ha (45,21 %).

### Klima

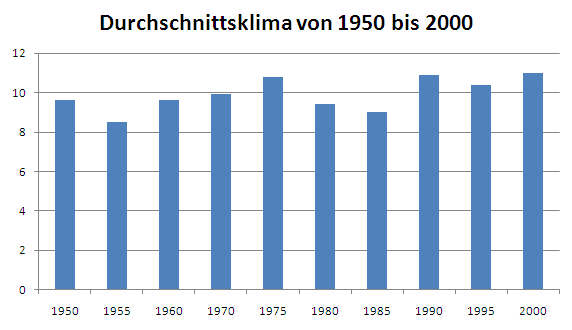
Klimadiagramm von 1950 bis 2000

Weiterstadt liegt in der gemäßigten Klimazone. Die Durchschnittstemperatur beträgt 10 °C. Der kälteste Monat ist der Januar mit durchschnittlich 0,9 °C, der wärmste der Juli mit 19,2 °C im Durchschnitt.

## Geschichte

### Weiterstadt
Ortsgeschichte
Weiterstadt wurde 948 zum ersten Mal urkundlich erwähnt unter dem Namen Widerestat. In der Urkunde wird ein Cleriker Liuthar geführt: er soll seinen Besitz König Otto dem Großen für das Kloster Lorsch überlassen und dafür das Klostergut in Hemsbach bei Weinheim auf Lebenszeit bekommen. In Dokumenten späterer Jahre wurde der Ort unter anderem als Witerstat (1252), Wytherstat (1327) und Weyterstet (1507) erwähnt, bevor der heutige Name Weiterstadt das erste Mal 1587 benutzt wurde.
Ursprünglich bestand Widerestat nur aus einigen Höfen. Im Jahr 1252 verzichtete Konrad II. Reiz von Breuberg-Frankenstein gegenüber Friedrich genannt Stein auf seine Rechte an in Weiterstadt erworbenen Gütern. Um 1270 veräußerte Friedrich von Frankenstein seinen Besitz an den Grafen Eberhard I. von Katzenelnbogen. Einige Jahre später, um 1275, verkauften die Herren von Frankenstein Weiterstadt an den Bürger Humbert zum Widder aus Mainz. Sieben Jahre später schenkte Humbert zum Widder Weiterstadt und andere Güter dem von ihm gestifteten Kloster St. Clara in Mainz. Ab dem 13. Jahrhundert hatten die Grafen von Katzenelnbogen landesherrliche Gewalt über das Gebiet von Weiterstadt, zunächst als Lehen von Würzburg. Mit dem Tod des letzten Grafen von Katzenelnbogen ging die Obergrafschaft an die Landgrafschaft Hessen über.
Im Dreißigjährigen Krieg wurden zahlreiche Plünderungen in der Umgebung Weiterstadts verzeichnet. Im Jahr 1664 bekam Weiterstadt sein Gerichtssiegel als Dorfzeichen. Für die Napoleonischen Kriege und die Befreiungskriege zwischen 1805 und 1815 bekam die Gemeinde Weiterstadt hohe Kriegskostenrechnungen.
Die Statistisch-topographisch-historische Beschreibung des Großherzogthums Hessen berichtete 1829 über Weiterstadt:

„Weiterstadt (L. Bez. Langen) luth. Pfarrdorf; liegt 3 St. von Langen, hat 92 Häuser und 575 Einw., die außer 21 Kath. und 19 Juden lutherisch sind. – Der Ort kommt schon im 9. Jahrhundert unter dem Namen Widerestat vor, und in einer Lorscher Urkunde von 948 wird ein Hirzbach neben diesem Orte aufgeführt. Weiterstadt war ein Filial von Großgerau und wurde 1310 davon getrennt. Den kleinen Zehnten hat Eberhard von Heusenstamm, dem Grafen Johann von Katzenellenbogen verpfändet, wozu Bischof Johann von Würzburg 1413 seine Einwilligung gab.“

In den Jahren 1823 bis 1843 hatte Weiterstadt einen Rechtsstreit mit der großherzoglichen Güterverwaltung über die Zugehörigkeit des Gehaborner Hofes. 1875 wurde das Empfangsgebäude des Bahnhofs neu gebaut.
Nach dem Ersten Weltkrieg lag das Dorf in der französisch besetzten Zone. Die französische Besetzung nutzte den Bahnhof in Weiterstadt für Truppentransporte, da in der Nähe der Griesheimer Flugplatz war. Am 25. März 1945 rückten amerikanische Truppen in Weiterstadt ein. Nach dem Zweiten Weltkrieg wurde der politisch unbelastete Zimmermann Philipp Schuchmann als Bürgermeister eingesetzt. Er wurde bei der ersten Kommunalwahl am 20. Januar 1946 von Eduard Storm abgelöst. In den darauffolgenden Jahren wurden Schulen gebaut, die Bundesbahnstrecke nach Darmstadt wurde elektrifiziert. Im April 1960 wurde Adam Danz zum Bürgermeister gewählt. Während seiner Amtszeit brachte er die Industrieansiedlungen zustande. In den 1960er Jahren wurde die Kanalisation ausgebaut und Neubaugebiete erschlossen.
Für das Jahr 1427 ist belegt, dass Weiterstadt zur „Gerauer Mark“ gehörte. Von 1820 bis 1821 dann zum Oberamt Darmstadt und von 1821 bis 1832 zum Landratsbezirk Langen. Zwischen 1832 und 1848 gehörte es dem Kreis Groß-Gerau an und von 1848 bis 1852 dem Regierungsbezirk Darmstadt. Anschließend von 1852 bis 1918 war es im Kreis Darmstadt. Danach war es noch einmal im Kreis Groß-Gerau bis 1930. Von 1930 bis 1976 gehörte es dem Landkreis Darmstadt an, und seit dem 1. Januar 1977 gehört es zum Landkreis Darmstadt-Dieburg. Am 29. Juli 1993 erhielt die Gemeinde Weiterstadt von der Hessischen Landesregierung das Recht verliehen, die Bezeichnung Stadt zu führen.
Verwaltungsgeschichte im Überblick
Die folgende Liste zeigt die Staaten und Verwaltungseinheiten, denen Weiterstadt angehört(e):
- vor 1479: Heiliges Römisches Reich, Grafschaft Katzenelnbogen, Obere Grafschaft Katzenelnbogen
- ab 1479: Heiliges Römisches Reich, Landgrafschaft Hessen, Obere Grafschaft Katzenelnbogen
- ab 1567: Heiliges Römisches Reich, Landgrafschaft Hessen-Darmstadt, Obere Grafschaft Katzenelnbogen (1783: zum Amt Darmstadt, später Oberamt Darmstadt, Zent Arheiligen)
- ab 1803: Heiliges Römisches Reich, Landgrafschaft Hessen-Darmstadt, Fürstentum Starkenburg, Amt Darmstadt
- ab 1806: Großherzogtum Hessen,[Anm. 2] Fürstentum Starkenburg, Amt Darmstadt[8]
- ab 1815: Großherzogtum Hessen, Provinz Starkenburg, Amt Darmstadt
- ab 1821: Großherzogtum Hessen, Provinz Starkenburg, Landratsbezirk Langen[Anm. 3]
- ab 1832: Großherzogtum Hessen, Provinz Starkenburg, Kreis Groß-Gerau
- ab 1848: Großherzogtum Hessen, Regierungsbezirk Dieburg
- ab 1852: Großherzogtum Hessen, Provinz Starkenburg, Kreis Darmstadt
- ab 1871: Deutsches Reich, Großherzogtum Hessen, Provinz Starkenburg, Kreis Darmstadt
- ab 1918: Deutsches Reich, Volksstaat Hessen, Provinz Starkenburg, Kreis Darmstadt
- ab 1938: Deutsches Reich, Volksstaat Hessen, Landkreis Darmstadt[9][Anm. 4]
- ab 1945: Deutsches Reich, Amerikanische Besatzungszone,[Anm. 5] Groß-Hessen, Regierungsbezirk Darmstadt, Landkreis Darmstadt
- ab 1946: Deutsches Reich, Amerikanische Besatzungszone, Hessen, Regierungsbezirk Darmstadt, Landkreis Darmstadt
- ab 1949: Bundesrepublik Deutschland, Hessen, Regierungsbezirk Darmstadt, Landkreis Darmstadt
- ab 1977: Bundesrepublik Deutschland, Hessen, Regierungsbezirk Darmstadt, Landkreis Darmstadt-Dieburg

Gerichte
Gerichtlich gehörte Weiterstadt zur Zent Arheilgen. In der Landgrafschaft Hessen-Darmstadt wurde mit Ausführungsverordnung vom 9. Dezember 1803 das Gerichtswesen neu organisiert. Für das Fürstentum Starkenburg wurde das „Hofgericht Darmstadt“ als Gericht der zweiten Instanz eingerichtet. Die Rechtsprechung der ersten Instanz wurde durch die Ämter bzw. Standesherren vorgenommen. Damit war das Amt Darmstadt zuständig.
Mit Bildung der Landgerichte im Großherzogtum Hessen war ab 1821 das Landgericht Langen das Gericht erster Instanz. Die zweite Instanz war das Hofgericht Darmstadt.
Es folgten:
- 1853: Landgericht Darmstadt; zweite Instanz: Hofgericht Darmstadt
- 1879: Amtsgericht Darmstadt II (Umbenennung); zweite Instanz: Landgericht Darmstadt
- 1932: Amtsgericht Darmstadt; zweite Instanz: Landgericht Darmstadt

### Braunshardt

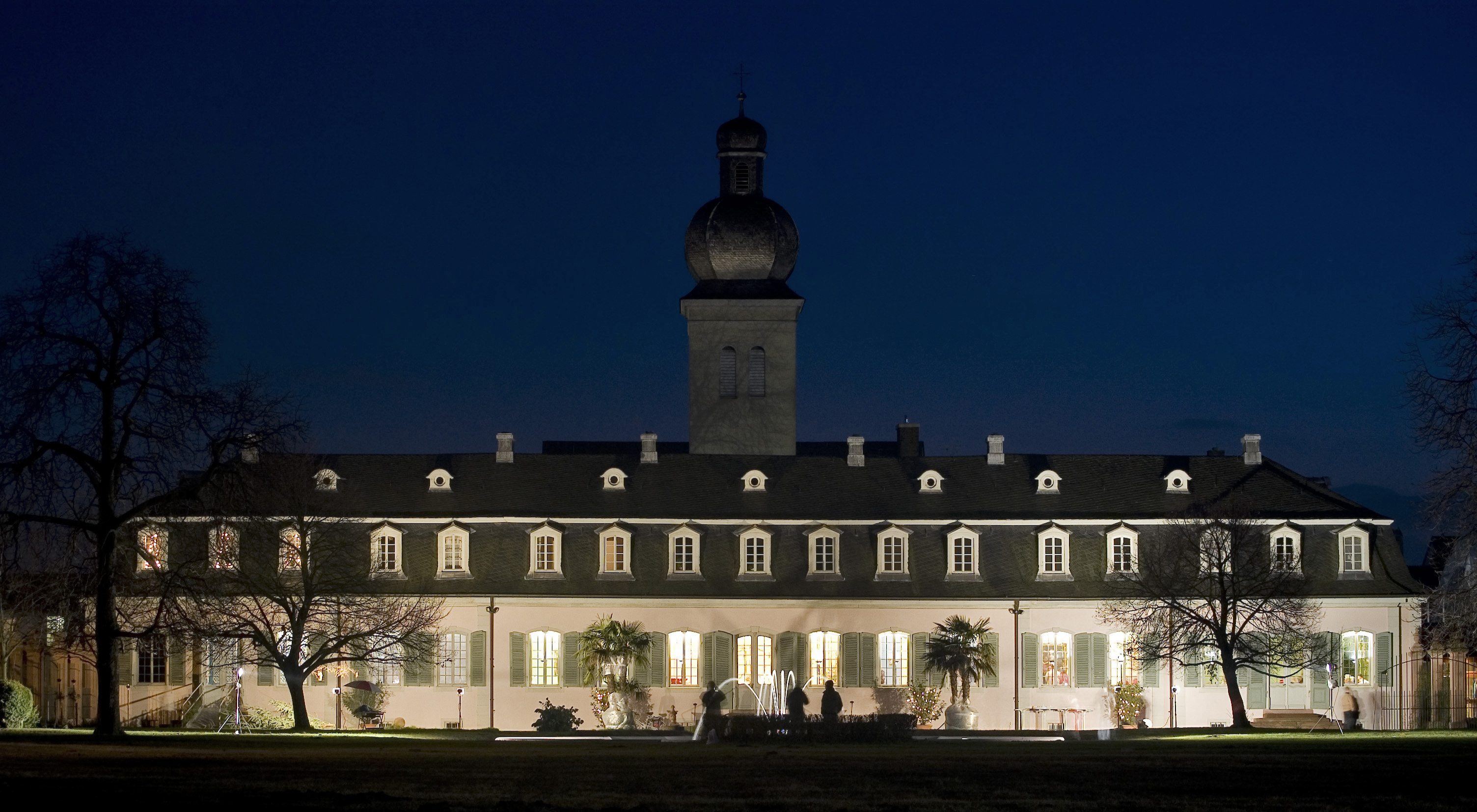
Schloss Braunshardt

Braunshardt wurde erstmals am 26. August 1318 urkundlich erwähnt. Im Jahre 1319 bekam Graf Wilhelm von Katzenelnbogen von der Würzburger Kirche den Wald Brinshard als Lehen. Er legte einen Gutshof an. Um diesen Gutshof siedelten sich nach und nach die Bediensteten an. Damit wurde das Dorf gegründet. Der Name Braunshardt ist eng verbunden mit dem historischen Schloss. Es wurde um 1760 von Prinz Georg Wilhelm von Hessen gebaut, und in der Folgezeit entwickelte es eine höfische Lebenskultur. Heute wird ein Teil des Schlosses als Alten- und Pflegeheim genutzt. Der andere Teil, das eigentliche Schloss, wurde von privater Seite restauriert und renoviert und 2006 von der Stadt Weiterstadt gekauft. Nach einigen Renovierungen ist es jetzt der Bevölkerung zugänglich. So finden regelmäßig Führungen statt, der Schlossgarten ist jetzt öffentlich und ein Zimmer kann für Trauungen genutzt werden.

### Gräfenhausen
1211 wird Gräfenhausen im Güterbuch (Oculus Memoriae) des Klosters Eberbach erstmals genannt. Vom 12. Jahrhundert bis zum Jahr 1658 war das Dorf in heusenstammischer Herrschaft. Am 19. September 1558 verkauften sie es an die Landgrafschaft Hessen-Darmstadt, aus der später das Großherzogtum Hessen-Darmstadt hervorgeht.

### Schneppenhausen
Schneppenhausen wurde am 21. November 1225 in derselben Urkunde wie Gräfenhausen erwähnt. Im 13. Jahrhundert hatten die Grafen von Katzenelnbogen die landesherrliche Gewalt über Schneppenhausen. Während des Dreißigjährigen Krieges wurden in Schneppenhausen zahlreiche Häuser niedergebrannt. 1640 waren nur noch 11 Familien und 10 Häuser vorhanden. Am 1. Januar 1977 wurde Schneppenhausen im Rahmen der Gebietsreform in Hessen zusammen mit Gräfenhausen durch ein Landesgesetz in die Gemeinde Weiterstadt eingegliedert.

### Riedbahn
Riedbahn ist der Gemarkungsbereich östlich der Bundesautobahn 5 Frankfurt–Darmstadt. Die Namensgebung beruht auf einer Eisenbahnstrecke von Darmstadt ins Hessische Ried nach Worms, die 1970 stillgelegt wurde. Die ersten Wohnungen wurden entlang der früheren Darmstädter Straße (heute Riedbahnstraße) gebaut. Nach dem Zweiten Weltkrieg entstanden einige Wohnhäuser mit landwirtschaftlichen Erwerbsstellen. Anfang der sechziger Jahre wurde auf dem früheren Exerzierplatz mit der Erschließung des Industrie- und Gewerbegebiets begonnen.

### Entwicklung der Gemeinde seit 1973
Im Zuge der Gebietsreform in Hessen schloss sich die Gemeinde Braunshardt am 1. Juli 1973 freiwillig Weiterstadt an. Am 1. Januar 1977 wurden die bis dahin selbstständigen Gemeinden Gräfenhausen und Schneppenhausen kraft Landesgesetz nach Weiterstadt eingegliedert. Ortsbezirke wurden nicht gebildet.
Bereits Weiterstadt entwickelte sich bis heute zu einer gewerblich und industriell strukturierten Stadt. Das lag daran, dass sich im Stadtteil Riedbahn Industrie und Gewerbe ansiedelten. In den Stadtteilen Braunshardt, Gräfenhausen und Schneppenhausen ging die industrielle Entwicklung nicht so fortschritthaft. Mit dem Zusammenschluss Weiterstadt kaufte die Stadt das ehemalige Schloss Gräfenhausen von der Stadt Darmstadt und wandelte es in ein Altenwohn- und Pflegeheim, das Ohlystift um. Gräfenhausen wurde 1983/84 in das Hessische Landesprogramm zur Dorferneuerung aufgenommen. In Schneppenhausen wurden Spiel- und Bolzplätze gebaut, und es wurden neue Baugebiete ausgewiesen. Braunshardt bekam 1976 eine neue Trauerhalle und zwei Jahre später ein Kleinspielfeld auf dem Sportgelände. Die Riedbahn wurde am 26. Mai 1983 durch den Regierungspräsidenten in Darmstadt als offizieller Stadtteil benannt.
Am 27. März 1993 verübte die Rote Armee Fraktion einen Sprengstoffanschlag gegen die JVA Weiterstadt und beschädigte das gerade fertiggestellte Gefängnis so stark, dass es teilweise wieder abgerissen werden musste. Die Justizvollzugsanstalt Weiterstadt wurde neu aufgebaut und ist seit 1997 in Betrieb. Hier saß unter anderem der Immobilienunternehmer Jürgen Schneider in Untersuchungshaft.
Am 29. Juli 1993 bekam die Gemeinde von der Hessischen Landesregierung das Recht verliehen, fortan die Bezeichnung Stadt zu führen.
Seit dem 1. Oktober 2004 wird die Stadt Weiterstadt aus dem Neuen Rathaus im Stadtteil Riedbahn, dem Gewerbegebiet der Stadt, regiert. Auch die Stadtverordnetenversammlung tagt hier im neuen Sitzungssaal.

## Bevölkerung

### Strukturdaten
Die Stadt ist mit ihren etwa 26.000 Einwohnern die zweitgrößte Stadt des Landkreises Darmstadt-Dieburg.
In Weiterstadt wohnen im Jahr 2006 104 Nationalitäten. Die Ausländerquote betrug 12,85 %. Am stärksten vertreten waren Italiener (2,59 %), Türken (2,19 %) und Polen (1,09 %).
Nach den Erhebungen des Zensus 2011 lebten am Stichtag, dem 9. Mai 2011, in Weiterstadt 23.675 Einwohner. Darunter waren 2747 (11,6 %) Ausländer, von denen 1195 aus dem EU-Ausland, 982 aus anderen europäischen Ländern und 570 aus anderen Staaten kamen. Von den deutschen Einwohnern hatten 15,8 % einen Migrationshintergrund. Die Einwohner lebten in 10367 Haushalten. Davon waren 3333 Singlehaushalte, 2928 Paare ohne Kinder und 2967 Paare mit Kindern, sowie 886 Alleinerziehende und 233 Wohngemeinschaften.

### Einwohnerentwicklung
- 1629: 44 Hausgesesse[3]
- 1791: 391 (mit Hof Gehaborn) Einwohner[17]
- 1800: 406 (Hof Gehaborn 15) Einwohner[18]
- 1806: 418 (ohne Hof Gehaborn) Einwohner, 80 Häuser[8]
- 1829: 575 Einwohner, 92 Häuser[4]
- 1867: 932 Einwohner, 134 Häuser[19]

| Weiterstadt: Einwohnerzahlen von 1791 bis 2020 | Weiterstadt: Einwohnerzahlen von 1791 bis 2020 | Weiterstadt: Einwohnerzahlen von 1791 bis 2020 | Weiterstadt: Einwohnerzahlen von 1791 bis 2020 | Weiterstadt: Einwohnerzahlen von 1791 bis 2020 |
| --- | ---------------------------------------------- | ---------------------------------------------- | ---------------------------------------------- | ---------------------------------------------- |
| Jahr |                                                |                                                |                                                | Einwohner                                      |
| 1791 | 1791                                           |                                                | 391                                            | 391                                            |
| 1800 | 1800                                           |                                                | 406                                            | 406                                            |
| 1806 | 1806                                           |                                                | 418                                            | 418                                            |
| 1829 | 1829                                           |                                                | 575                                            | 575                                            |
| 1834 | 1834                                           |                                                | 620                                            | 620                                            |
| 1840 | 1840                                           |                                                | 685                                            | 685                                            |
| 1846 | 1846                                           |                                                | 798                                            | 798                                            |
| 1852 | 1852                                           |                                                | 845                                            | 845                                            |
| 1858 | 1858                                           |                                                | 821                                            | 821                                            |
| 1864 | 1864                                           |                                                | 917                                            | 917                                            |
| 1871 | 1871                                           |                                                | 967                                            | 967                                            |
| 1875 | 1875                                           |                                                | 1.055                                          | 1.055                                          |
| 1885 | 1885                                           |                                                | 1.034                                          | 1.034                                          |
| 1895 | 1895                                           |                                                | 1.512                                          | 1.512                                          |
| 1905 | 1905                                           |                                                | 1.729                                          | 1.729                                          |
| 1910 | 1910                                           |                                                | 1.976                                          | 1.976                                          |
| 1925 | 1925                                           |                                                | 2.303                                          | 2.303                                          |
| 1939 | 1939                                           |                                                | 2.802                                          | 2.802                                          |
| 1946 | 1946                                           |                                                | 3.484                                          | 3.484                                          |
| 1950 | 1950                                           |                                                | 3.724                                          | 3.724                                          |
| 1956 | 1956                                           |                                                | 4.058                                          | 4.058                                          |
| 1961 | 1961                                           |                                                | 4.454                                          | 4.454                                          |
| 1967 | 1967                                           |                                                | 6.399                                          | 6.399                                          |
| 1970 | 1970                                           |                                                | 7.233                                          | 7.233                                          |
| 1972 | 1972                                           |                                                | 8.237                                          | 8.237                                          |
| 1975 | 1975                                           |                                                | 17.479                                         | 17.479                                         |
| 1980 | 1980                                           |                                                | 19.068                                         | 19.068                                         |
| 1985 | 1985                                           |                                                | 19.840                                         | 19.840                                         |
| 1990 | 1990                                           |                                                | 21.795                                         | 21.795                                         |
| 1995 | 1995                                           |                                                | 23.023                                         | 23.023                                         |
| 2000 | 2000                                           |                                                | 23.907                                         | 23.907                                         |
| 2005 | 2005                                           |                                                | 24.214                                         | 24.214                                         |
| 2010 | 2010                                           |                                                | 24.378                                         | 24.378                                         |
| 2011 | 2011                                           |                                                | 23.675                                         | 23.675                                         |
| 2015 | 2015                                           |                                                | 25.416                                         | 25.416                                         |
| 2020 | 2020                                           |                                                | 26.064                                         | 26.064                                         |
| Datenquelle: Historisches Gemeindeverzeichnis für Hessen: Die Bevölkerung der Gemeinden 1834 bis 1967. Wiesbaden: Hessisches Statistisches Landesamt, 1968. Weitere Quellen: LAGIS; 1972; Hessisches Statistisches Informationssystem; Zensus 2011 Ab 1976 einschließlich der im Zuge der Gebietsreform in Hessen eingegliederten Orte. |                                                |                                                |                                                |                                                |

| Stichtag          | Braunshardt | Gräfenhausen | Riedbahn | Schneppenhausen | Weiterstadt | Gesamt |
| ----------------- | ----------- | ------------ | -------- | --------------- | ----------- | ------ |
| 3. Dezember 1834  | 216         | 777          | –        | 222             | 620         | 1.835  |
| 3. Dezember 1864  | 262         | 941          | –        | 298             | 917         | 2.418  |
| 1. Dezember 1895  | 355         | 1.366        | –        | 370             | 1.512       | 3.603  |
| 17. Mai 1939      | 619         | 1.785        | –        | 623             | 2.802       | 5.829  |
| 29. Oktober 1946  | 965         | 2.458        | –        | 906             | 3.484       | 7.813  |
| 6. Juni 1961      | 1.117       | 2.893        | –        | 992             | 4.454       | 9.459  |
| 27. Mai 1970      | 1.991       | 3.391        | –        | 1.486           | 7.233       | 14.101 |
| 31. Dezember 1975 | 2.546       | 4.113        | -        | 1.645           | 9.784       | 18.088 |
| 31. Dezember 1981 | 2.725       | 4.199        | –        | 1.840           | 10.899      | 19.663 |
| 30. Juni 1986     | 3.163       | 4.562        | 1.441    | 1.858           | 10.017      | 21.041 |
| 1. Januar 2001    | 4.393       | 5.288        | 1.611    | 2.044           | 10.378      | 23.794 |
| 31. Dezember 2007 | 4.701       | 5.624        | 1.685    | 2.003           | 10.105      | 24.118 |
| 31. Dezember 2014 | 5.392       | 5.847        | 1.644    | 2.041           | 10.505      | 25.429 |

### Religionszugehörigkeit
| • 1829: | 535 lutheranische (= 93,04 %), 19 jüdische (= 3,30 %) und 21 katholische (= 3,65 %) Einwohner                                                                                     |
| • 1961: | 3249 lutheranische (= 72,95 %), 869 katholische (= 19,51 %) Einwohner |
| • 1987: | 10.965 evangelische (= 53,8 %), 5466 katholische (= 26,8 %), 3966 sonstige (= 19,4 %) Einwohner                                                                                   |
| • 2011: | 8500 evangelische (= 36,3 %), 5550 katholische (= 23,7 %), 340 freikirchliche (= 1,5 %), 230 orthodoxe (= 1,0 %), 800 andersgläubig (= 3,4 %), 7980 sonstige (= 34,1 %) Einwohner |

### Erwerbstätigkeit
Die Gemeinde im Vergleich mit Landkreis, Regierungsbezirk Darmstadt und Hessen:
|                                                   | Jahr | Gemeinde | Landkreis | Regierungsbezirk | Hessen    |
| ------------------------------------------------- | ---- | -------- | --------- | ---------------- | --------- |
| Sozialversicherungspflichtig Beschäftigte         | 2017 | 9.786    | 74.525    | 1.695.567        | 2.524.156 |
| Veränderung zu                                    | 2000 | +38,7 %  | +21,1 %   | +16,1 %          | +16,0 %   |
| davon Vollzeit                                    | 2017 | 71,3 %   | 68,3 %    | 72,8 %           | 71,8 %    |
| davon Teilzeit                                    | 2017 | 29,7 %   | 31,7 %    | 27,2 %           | 28,2 %    |
| Ausschließlich geringfügig entlohnte Beschäftigte | 2017 | 1.754    | 15.305    | 224.267          | 372.991   |
| Veränderung zu                                    | 2000 | +72,0 %  | +14,4 %   | +9,0 %           | +8,8 %    |

| Branche                         | Jahr | Gemeinde | Landkreis | Regierungsbezirk | Hessen |
| ------------------------------- | ---- | -------- | --------- | ---------------- | ------ |
| Produzierendes Gewerbe          | 2000 | 37,2 %   | 41,1 %    | 27,0 %           | 30,6 % |
|                                 | 2017 | 24,7 %   | 31,3 %    | 20,4 %           | 24,3 % |
| Handel, Gastgewerbe und Verkehr | 2000 | 39,4 %   | 26,1 %    | 26,4 %           | 25,1 % |
|                                 | 2017 | 48,5 %   | 26,8 %    | 24,7 %           | 23,8 % |
| Unternehmensdienstleistungen    | 2000 | 11,3 %   | 11,6 %    | 25,1 %           | 20,2 % |
|                                 | 2017 | 14,7 %   | 17,1 %    | 31,6 %           | 26,1 % |
| Sonstige Dienstleistungen       | 2000 | 11,0 %   | 18,8 %    | 20,1 %           | 22,5 % |
|                                 | 2017 | 11,2 %   | 23,6 %    | 23,0 %           | 25,4 % |
| Sonstiges (bzw. ohne Zuordnung) | 2000 | 01,1 %   | 02,4 %    | 01,4 %           | 01,5 % |
|                                 | 2017 | 00,8 %   | 01,1 %    | 00,3 %           | 00,4 % |

## Religion

### Weiterstadt und Braunshardt
Weiterstadt war ebenfalls wie Gräfenhausen eine Filiale der Mutterkirche Groß-Gerau. Ab 1310 wurde sie zu einer selbstständigen Pfarrei. Braunshardt jedoch blieb bis zur Reformation bei der Mutterkirche Groß-Gerau. Mitte des 16. Jahrhunderts wurde Braunshardt in Weiterstadt eingepfarrt. Das Vorschlagerecht für die Besetzung der Pfarrstelle in Weiterstadt lag bis zur Reformation bei dem Kloster St. Clara in Mainz. Als im Jahre 1535 in Weiterstadt die Reformation eingeführt wurde, gab es in Weiterstadt zwei Kirchen. Die Pfarrkirche und eine Heiligenkapelle, die vor dem Ort stand, wurden in einem Kompetenzbuch aus dem Jahr 1557 erwähnt.
In den hessischen Landesteilen wurde um das Jahr 1535 die Reformation eingeführt. Ob der Weg der neuen oder alten Lehrer gefolgt wird, lag im politischen Interesse des Landesherrn. In Weiterstadt war die Einführung sehr früh. Zwar versuchten die Herren von Frankenstein dies zu verhindern, aber letztendlich mussten sie der Anordnung des Landgrafen von Hessen folgeleisten. Das erste Mal wurde ein lutherischer Pfarrer 1541 erwähnt. Paulus Lucius war der erste Pfarrer, der 1557 das erste Mal namentlich erwähnt wurde. Er war bis zum Jahre 1570 im Amt, worauf fünf Jahre später Pfarrer Johann Tilmann aus Groß-Gerau das von 1575 bis 1585 übernahm. Sein Nachfolger war Conradius Strungius, der aus Rüsselsheim kam. Er war 26 Jahre lang bis zu seinem Tod 1611 Pfarrer in Weiterstadt. Die Stelle wurde für wenige Jahre von Hieronymus Gerhardt aus Darmstadt übernommen, bis dieser 1616 wegzog. Die Stelle in Weiterstadt war anschließend für drei Jahre unbesetzt. Johann Jakob Gladenius aus Griesheim übernahm 1619 die Stelle. Er starb im Jahre 1622 an den Folgen der Misshandlung durch die Mansfeldischen Reiter. Der letzte Pfarrer im Dreißigjährigen Krieg war Sylvester Marius aus Langen, der 1623 die Stelle antrat. Während seiner Amtszeit wurde 1628 eine Kirchenvisitation durchgeführt. In diesem Bericht wurde berichtet, dass der Kirchturm der Pfarrkirche baufällig war. Nachdem Pfarrer Marius 1635 starb, wurde die Pfarrstelle in Weiterstadt für 25 Jahre lang von Gräfenhausen aus mit versehen.
Nach dem Dreißigjährigen Krieg berichtet das älteste Kirchenbuch der menschenarmen Gemeinden, dass 1651 nur eine Trauung und vier Taufen abgehalten wurden. Diese Dezimierung der Gemeinden hatte zur Folge, dass Weiterstadt und Gräfenhausen von einem Pfarrer gemeinsam betreut werden mussten. Martin Dittmar von Miltenberg war von 1651 bis 1662 der letzte Pfarrer, der beide Gemeinden versah. Als Weiterstadt 1662 wieder selbstständig wurde, entschied sich Pfarrer Dittmar für Weiterstadt, wo er am 6. März 1682 starb. Seit Dittmar hat Weiterstadt ohne Unterbrechungen seinen eigenen Pfarrer. Sein Nachfolger wurde ein Adjunkt, Christoph Ernst Arnold von Darmstadt. Er ist der Erbauer der heutigen Kirche.
Obwohl 1628 die Schäden an der alten Kirche festgestellt wurden, dauert es noch rund 60 Jahre, bis sie abgerissen und neu aufgebaut wurde. Pfarrer Arnold bestätigte am 17. Februar 1687 in einem Belege, dass er den Baumeister vier Gulden für die Besichtigung der alten Kirche gezahlt hat. Bereits ein Jahr später wurde mit dem Abbruch der alten Kirche begonnen. Um den Neubau der Kirche zu finanzieren, hatte Pfarrer Arnold eine Kollekte in den verschiedenen deutschen Ländern veranstaltet. Das dafür angelegte Kollektenbuch ist heute noch erhalten. Der hessische Landesführer spendete 30 Gulden. Letztendlich standen 990 Gulden zur Verfügung, der Rest wurde aus einer Schuld von 150 Gulden aufgenommen.
Am 20. September 1687 wurde der Baumeister Johannes Kehlmann aus Arheiligen mit dem Bau der neuen Kirche beauftragt.
Das Holz für die Kirche wurde aus dem Wald von Mörfelden und für den Kirchturm aus Worfelden und Büttelborn geholt. Kalk kam aus Auerbach und Oppenheim, aus Darmstadt kamen Steine. Nägel und Eisen kamen von Frankfurt. Der Abriss war am 23. April 1688 beendet, nur der Chor blieb erhalten. Der Neubau der Kirche begann sofort, am 10. August 1688 stand das neue Mauerwerk. Dann wurde mit dem Aufschlagen des Turmes begonnen. Dies dauerte noch bis September 1689, da noch Wein bezahlt wurde, der beim Bau des Turmes getrunken wurde. Die Einweihung der Kirche fand am 15. Juni 1690 statt. Die Innenausstattung fehlte jedoch noch bei der Einweihung. Sie wurde erst einige Monate später angeschafft.
An der Kirche war bis 1842 die Begräbnisstätte für Weiterstädter und Braunshardter. Am Gelände des heutigen Bürgerzentrums wurde nach 1842 der alte Friedhof eröffnet. Dieser wurde am 18. November 1928 geschlossen und noch am selben Tag eröffnete Bürgermeister August Meinhardt den neuen Friedhof im Gackenau. Als die alte Begräbnisstätte um die Kirche geschlossen 1842 wurde, erhielt bereits Braunshardt seinen eigenen Friedhof.
Heute wird Weiterstadt von zwei Pfarrämtern betreut, da die Bevölkerungszahl und die räumliche Ausdehnung in den letzten Jahrzehnten sprunghaft stiegen. Am 20. April 1985 berichtete der Wochenspiegel, dass seit dem ersten April 1985 die evangelische Gemeinde Braunshardt ihren ersten eigenen Pfarrer erhielt. Die wurde nötig, da die Bevölkerungszahl anstieg. Daher wurde 1983 bei der Kirchenverwaltung in Darmstadt eine Pfarrstelle für Braunshardt beantragt.

### Gräfenhausen und Schneppenhausen
Die Mutterkirche Groß-Gerau war nicht nur für Weiterstadt zuständig, sondern auch für Gräfenhausen und Schneppenhausen.
In Gräfenhausen befand sich eine Kapelle. Die St. Martin-Kapelle wurde um das Jahr 1200 erbaut. Der Turm der damaligen Kapelle ist heute noch der Kirchturm in Gräfenhausen. Erwähnt wurde er das erste Mal im Jahre 1310, damit ist er das älteste Bauwerk, das sich in Gräfenhausen befindet.
Im Jahre 1310 wurde die Kirche Gräfenhausen von der Mutterkirche Gerau abgetrennt. Der Vizepleban Kilian Plunc erneuerte 1482 die Kirche. Die Kirche besaß jedoch schon vor dem Jahr 1310 eigene Pfarrer, da ein Plebanus Eberhard 1257 und ein Heinrichs, Pfarrer zu Grefenhausen 1297 urkundlich festgehalten wurden.
Am 21. Juni 1537 befahl Landgraf Philipp der Großmütige von Hessen an den Superintendenten Nikolaus Fabritius zu Groß-Gerau, dass die Kirche in Gräfenhausen die evangelische Lehre vertreten soll. Jedoch wurde die neue Lehre nur rund ein Jahrzehnt vertreten. Aber auch das alte, katholische Bekenntnis hielt nur einige Jahre. Als im Jahre 1551 der Pfarrherr Johannes Rubener in einen Prozess verwickelt wurde, übernahm Balthasar Scharff die zweite Reihe der lutherischen Pfarrer. Von dort an wurden sie nicht mehr unterbrochen.
Die Kirche in Gräfenhausen wurde noch rund 270 Jahre nach der Einführung der Reformation genutzt. Im Jahre 1807 war es dann soweit: Die Kirche musste wegen Baufälligkeiten geschlossen werden. Acht Jahre lang hielt der Pfarrer im Sommer seine Gottesdienste unter einem Nussbaum und im Winter im Rathaus. In diesen acht Jahren, von 1807 bis 1815, wurde verhandelt, wer die Kosten für den Neubau übernimmt. Das alte Kirchenschiff wurde 1815 abgebrochen und der geplante Neubau von 1790 begann. Zwischen den Jahren 1815 bis 1817 wurde die heutige Kirche an dieselbe Stelle wie die Alte gebaut und schließlich im Jahre 1818 eingeweiht. Die Kosten von 12.000 Gulden waren zu viel für die beiden Gemeinden Gräfenhausen und Schneppenhausen. Aushilfe verschaffte der Großherzog und eine Kollekte in den hessischen Ländern. Obwohl Schneppenhausen von 1479 katzenelnbogisch und dann hessisch war, blieb es von 1310 immer eine kirchliche Filialgemeinde von Gräfenhausen.
Bis zur Wende des 16. zum 17. Jahrhundert wurden aus Gräfenhausen und Schneppenhausen die Toten auf dem Kirchhof in Gräfenhausen beerdigt. Von diesem Friedhof ist heute nichts mehr erhalten. Der neue Friedhof, der eröffnet werden musste, weil der Platz des Kirchhofs immer enger wurde und die Bevölkerungszahlen stiegen, wurde um das Jahr 1612 zwischen Gräfenhausen und Schneppenhausen auf einem Feld errichtet. Er wurde in den Jahren 1852, 1864, 1937, 1949 und 1962 erweitert.
Schneppenhausen bekam am 8. September 1985 ihren ersten eigenen Pfarrer.

### Katholische Kirche

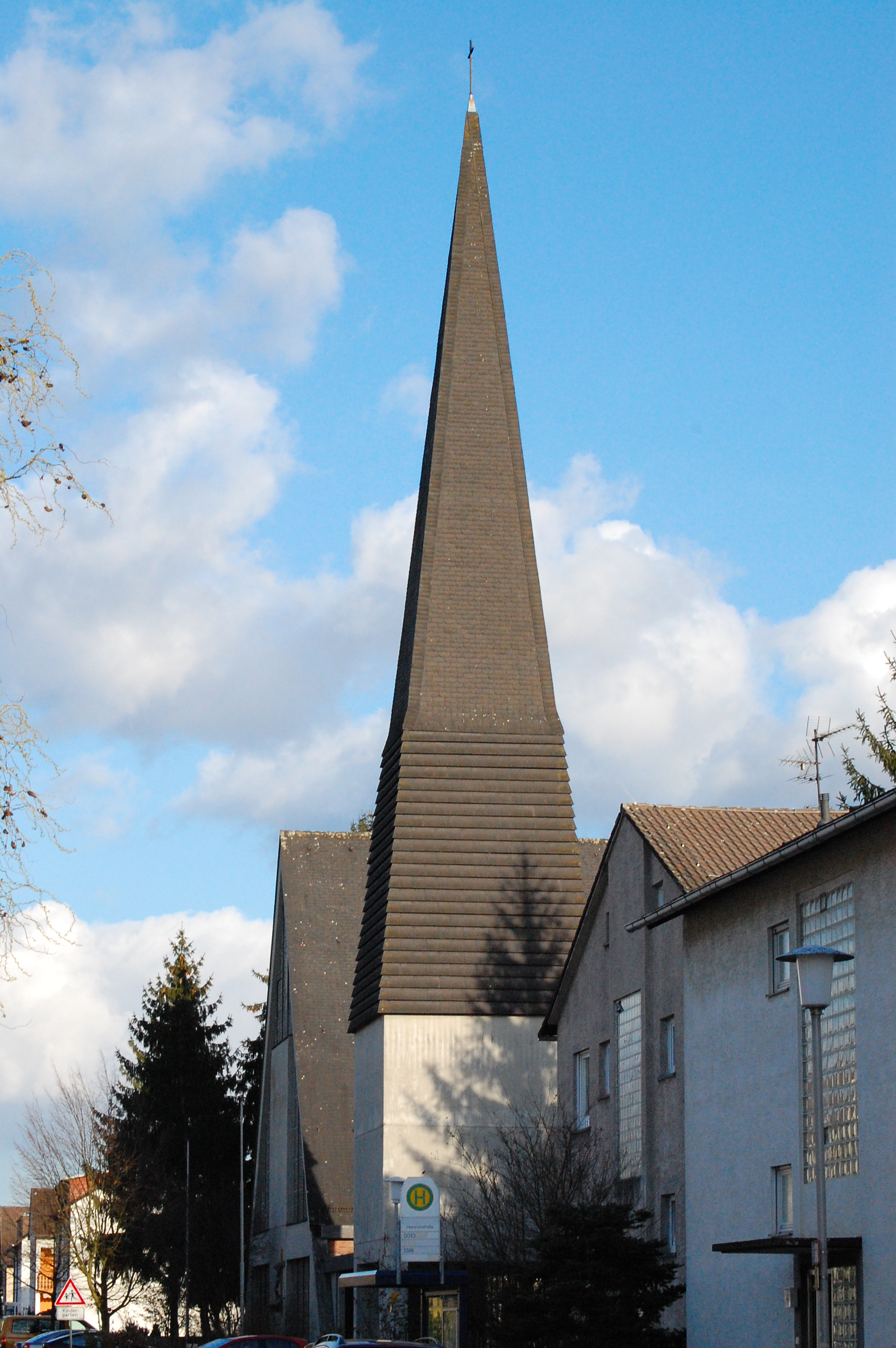
Katholische Kirche Weiterstadt

Nach der Einführung der Reformation waren die katholischen Einwohner Weiterstadts für circa 400 Jahre auf kirchliche Betreuung von außerhalb angewiesen. Ein Grund dafür liegt darin, dass in Weiterstadt zu dieser Zeit nur wenige Einwohner katholisch waren. Änderungen traten erst ab 1926 auf, aus seelsorgerische Hinsicht. Der Caritasverband der Diözese Mainz erwarb das Schloss Braunshardt und 1929 wurde dort eine katholische Kirche, die St. Ludwig, geweiht. Auch wenn sie nur eine Filiale der Darmstädter Pfarrei St. Fidelis war, wurde sie von der katholischen Bevölkerung genutzt.
Nach dem Zweiten Weltkrieg bekam die katholische Bevölkerung in Weiterstadt großen Zuwachs. Heimatvertriebene, sonstige Flüchtlinge und Evakuierte trieben die katholische Bevölkerung in Weiterstadt und ihren Ortsteilen in die Höhe. Durch die jetzt größere katholische Bevölkerung wurde in Weiterstadt Ende der vierziger Jahre durch Pfarrer Hermann Blank eine eigene Pfarrei eingerichtet. Der Sitz der Pfarrei, mit dem Namen St. Johannes der Täufer, blieb vorerst in Braunshardt, da es dort bereits eine Kirche gab. Wo nun das neue Gemeindezentrum eingerichtet werden sollte, wusste das bischöfliche Ordinariat in Mainz nicht. Zwischen Weiterstadt und Gräfenhausen wurde letztendlich, mit Blick auf künftige Entwicklungen, Weiterstadt als Standort ausgewählt.
Im Jahre 1965 wurde an einem Grundstück in der Berliner Straße, Ecke Heinrichstraße, der erste Grundstein für das neue Gemeindezentrum, die Kirche und für ein neues Pfarrhaus gelegt. Ein Jahr später, im November 1966, wurde die Kirche, Pfarrhaus und das Gemeindezentrum geweiht beziehungsweise in Benutzung genommen.

### Synagoge
Die Synagoge in Gräfenhausen war in der Langgasse. Von außen sah das Gebäude wie jedes andere in Gräfenhausen aus. Es war ein zweistöckiges Fachwerkhaus, wo sich Stallungen und Scheune mit einem dahinterliegenden Garten reihten. Der Betsaal für den Gottesdienst am Sabbat lag im Obergeschoss und darunter eine Wohnung. Dieser Besitz befand sich bereits 1699 in jüdischer Hand.
Während der Pogrome am 10. November 1938 wurde die Judenschule zerstört, das Haus wurde später abgerissen. Der Platz wurde in Gräfenhausen als Judenplatz bezeichnet. Als das Pfarrhaus, das zwischen der Synagoge und Kirche stand, in den 1950er Jahren abgerissen wurde, wurde dort erst die Post und später eine Bankfiliale der Volksbank gebaut. Der Platz, der heute als Parkplatz und als Kerbplatz genutzt wird, bekam den offiziellen Namen Postplatz. Dort wurde am 10. November 1983 ein Gedenkstein enthüllt, der an die Synagoge erinnert.

### Sonstiges
In Weiterstadt sind die meisten Einwohner Christen der beiden großen Konfessionen: 38 % sind evangelisch, 22 % katholisch. Die restlichen 40 % verteilen sich auf Konfessionslose, die Neuapostolische Kirche, die Bahai Gemeinde, die (Russisch-)Orthodoxe Kirche, die Jüdische Gemeinde und auf die Muslime.
Die Neuapostolische Kirche und die Bahai-Religion haben kleine Gemeindehäuser in Weiterstadt. Für die anderen Religionsgruppen sind Kirchen und Gemeindehäuser in der naheliegenden Stadt Darmstadt.

## Politik

### Stadtverordnetenversammlung
Die Kommunalwahl am 14. März 2021 lieferte folgendes Ergebnis, in Vergleich gesetzt zu früheren Kommunalwahlen:
| Sitzverteilung in der Stadtverordnetenversammlung 2021Insgesamt 37 Sitze - SPD: 16 - ALW-GRÜNE: 7 - FDP: 1 - CDU: 9 - FW: 4 | Parteien und Wählergemeinschaften | Parteien und Wählergemeinschaften           | % 2021 | Sitze 2021 | % 2016 | Sitze 2016 | % 2011 | Sitze 2011 | % 2006 | Sitze 2006 | % 2001 | Sitze 2001 |
| Sitzverteilung in der Stadtverordnetenversammlung 2021Insgesamt 37 Sitze - SPD: 16 - ALW-GRÜNE: 7 - FDP: 1 - CDU: 9 - FW: 4 | SPD                               | Sozialdemokratische Partei Deutschlands     | 43,2   | 16         | 46,3   | 17         | 42,0   | 16         | 39,7   | 15         | 38,1   | 14         |
| Sitzverteilung in der Stadtverordnetenversammlung 2021Insgesamt 37 Sitze - SPD: 16 - ALW-GRÜNE: 7 - FDP: 1 - CDU: 9 - FW: 4 | CDU                               | Christlich Demokratische Union Deutschlands | 23,6   | 9          | 24,6   | 9          | 24,5   | 9          | 29,7   | 11         | 28,6   | 11         |
| Sitzverteilung in der Stadtverordnetenversammlung 2021Insgesamt 37 Sitze - SPD: 16 - ALW-GRÜNE: 7 - FDP: 1 - CDU: 9 - FW: 4 | ALW-GRÜNE                         | Alternative Liste Weiterstadt – Grüne       | 19,7   | 7          | 17,8   | 7          | 20,6   | 8          | 22,6   | 8          | 25,8   | 9          |
| Sitzverteilung in der Stadtverordnetenversammlung 2021Insgesamt 37 Sitze - SPD: 16 - ALW-GRÜNE: 7 - FDP: 1 - CDU: 9 - FW: 4 | FDP                               | Freie Demokratische Partei                  | 4,0    | 1          | –      | –          | –      | –          | –      | –          | –      | –          |
| Sitzverteilung in der Stadtverordnetenversammlung 2021Insgesamt 37 Sitze - SPD: 16 - ALW-GRÜNE: 7 - FDP: 1 - CDU: 9 - FW: 4 | FWW                               | Freie Wähler Weiterstadt e. V.              | 9,6    | 4          | 11,4   | 4          | 9,5    | 3          | 8,0    | 3          | 7,5    | 3          |
| Sitzverteilung in der Stadtverordnetenversammlung 2021Insgesamt 37 Sitze - SPD: 16 - ALW-GRÜNE: 7 - FDP: 1 - CDU: 9 - FW: 4 | BPW                               | Bürgerpartei Weiterstadt                    | —      | —          | —      | —          | 3,4    | 1          | —      | —          | —      | —          |
| Sitzverteilung in der Stadtverordnetenversammlung 2021Insgesamt 37 Sitze - SPD: 16 - ALW-GRÜNE: 7 - FDP: 1 - CDU: 9 - FW: 4 | Gesamt                            | Gesamt                                      | 100    | 37         | 100    | 37         | 100    | 37         | 100    | 37         | 100    | 37         |
| Sitzverteilung in der Stadtverordnetenversammlung 2021Insgesamt 37 Sitze - SPD: 16 - ALW-GRÜNE: 7 - FDP: 1 - CDU: 9 - FW: 4 | Wahlbeteiligung in %              | Wahlbeteiligung in %                        | 46,8   | 46,8       | 38,9   | 38,9       | 41,5   | 41,5       | 37,7   | 37,7       | 47,1   | 47,1       |

### Bürgermeister
Nach der hessischen Kommunalverfassung wird der Bürgermeister für eine sechsjährige Amtszeit gewählt, seit dem Jahr 1993 in einer Direktwahl, und ist Vorsitzender des Magistrats, dem in der Stadt Weiterstadt neben dem Bürgermeister ehrenamtlich ein Erster Stadtrat und zehn weitere Stadträte angehören. Bürgermeister ist seit dem 1. Januar 2014 Ralf Möller (SPD). Er wurde als Nachfolger von Peter Rohrbach (ALW), der nach drei Amtszeiten nicht wieder kandidiert hatte und in den Ruhestand ging, am 18. August 2013 im ersten Wahlgang bei 40,8 Prozent Wahlbeteiligung mit 78,0 Prozent der Stimmen gewählt. Es folgte eine Wiederwahl im Mai 2019.
Amtszeiten der Bürgermeister
- 2014–2025 Ralf Möller (SPD)[33]
- 1996–2013 Peter Rohrbach (ALW)
- 1974–1995 Günter Hahn (SPD)
- 1960–1974 Adam Danz
- 1946–1960 Eduard Storm
- 1945–1946 Philipp Schuchmann

### Wappen und Flagge
Wappen

Blasonierung: „In Blau ein goldener Ring mit Stein, darin ein silberner, blaubezungter und betraufter Brackenkopf auf Rot, der Ring begleitet rechts oben von einem auf liegender Mondsichel aufgestecktem Tatzenkreuz, links oben von einem goldenen Schragen, dessen linker Balken oben nach links zu einem Haken umgebogen ist.“
Das Wappen wurde der damaligen Gemeinde Weiterstadt am 16. August 1979 durch den Hessischen Innenminister genehmigt. Gestaltet wurde es durch den Bad Nauheimer Heraldiker Heinz Ritt.
Es setzt sich aus den Wappen der ehemaligen Gemeinden und heutigen Stadtteilen Weiterstadts zusammen. Der goldene Ring war das alte Wappen Weiterstadts, der Brackenkopf stammt aus dem Wappen Gräfenhausens, die Mondsichel mit Tatzenkreuz aus dem von Braunshardt und der Schragen aus Schneppenhausen.
Flagge
Die Stadtflagge wurde gemeinsam mit dem Wappen genehmigt und wird wie folgt beschrieben:  „Auf weißer Mittelbahn, belegt von zwei roten Seitenstreifen in der oberen Hälfte aufgelegt das Gemeindewappen.“ 
Altes Wappen
Blasonierung: „In blauem Schild ein goldener Ring mit einem Wulst an der oberen Krümmung.“
Das Recht zur Führung eines Wappens wurde der ehemaligen Gemeinde Weiterstadt im damaligen Landkreis Darmstadt am 2. August 1951 durch den Hessischen Innenminister verliehen.
Es basiert auf alten Gerichtssiegeln, die bis in das Jahr 1623 zurückzuverfolgen sind, die vermutlich auf eine Ortsmarke zurückgehen und den Siegelring eines Würdenträgers aus der Anfangsgeschichte Weiterstadts darstellt. Die Farben wurden gewählt, um es von den umliegenden Orten zu unterscheiden.

### Städtepartnerschaften
Die Stadt unterhält mit drei europäischen Gemeinden Partnerschaften. Seit dem 10. November 1962 ist Gräfenhausen mit der Südtiroler Gemeinde Kiens verschwistert. Als Gräfenhausen in Weiterstadt eingegliedert wurde, wurde die Verschwisterung fortgesetzt. Am 27. September 1986 folgte die zweite Verschwisterung mit Verneuil sur Seine, das in Frankreich liegt. Mit Bagno a Ripoli, das in der italienischen Region Toskana liegt, ist Weiterstadt seit dem 3. April 2007 verschwistert.
Die Städtepartnerschaften werden vom Arbeitskreis Städtepartnerschaften gepflegt. Sie beraten bei verschiedenen Themen wie Schüleraustausch, internationale Sport- und Kulturbegegnungen, Bürgerfahrten und bei privaten Urlaubsfahrten.

## Kultur und Sehenswürdigkeiten

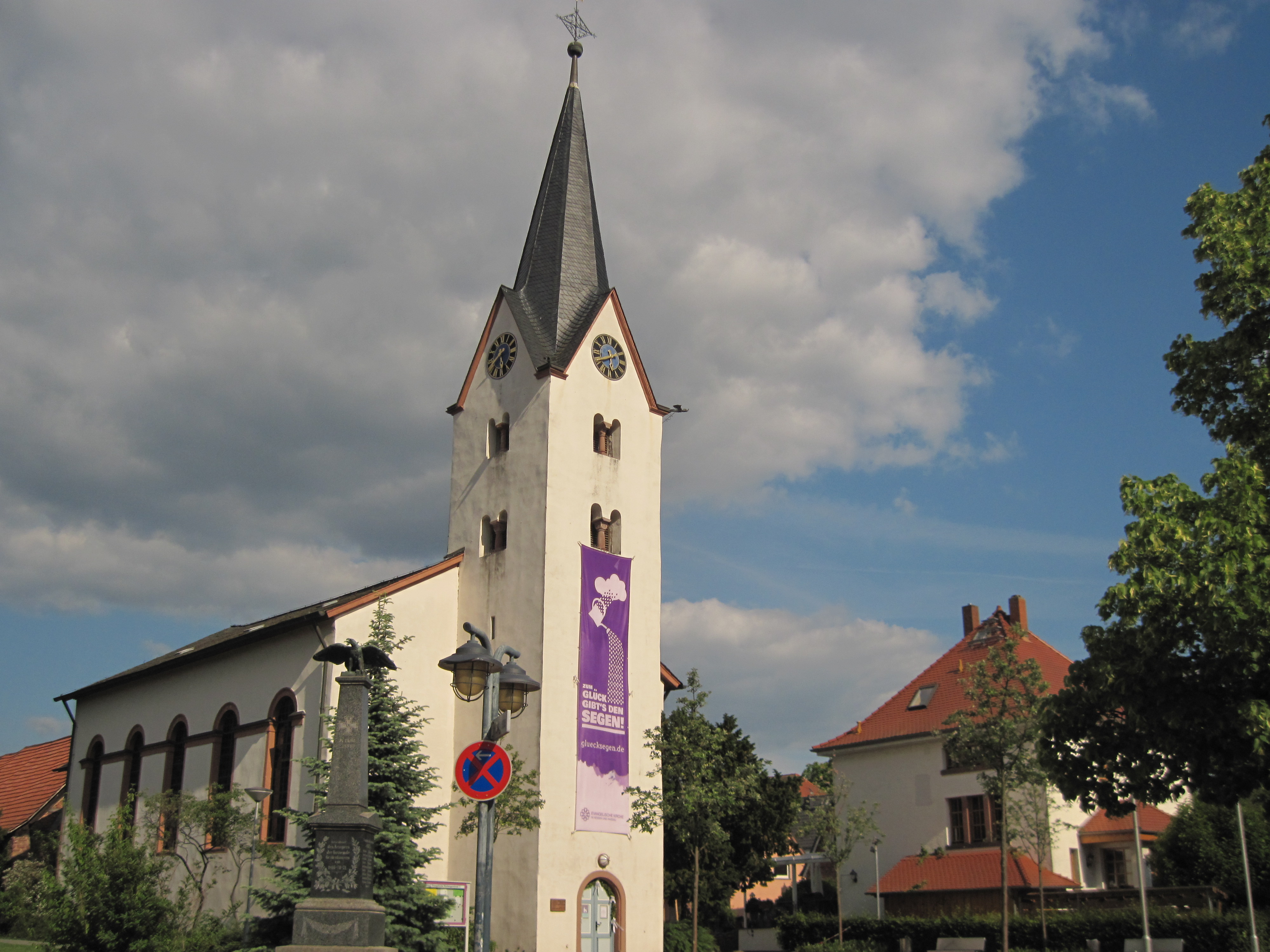
Dorfkirche im Ortsteil Gräfenhausen

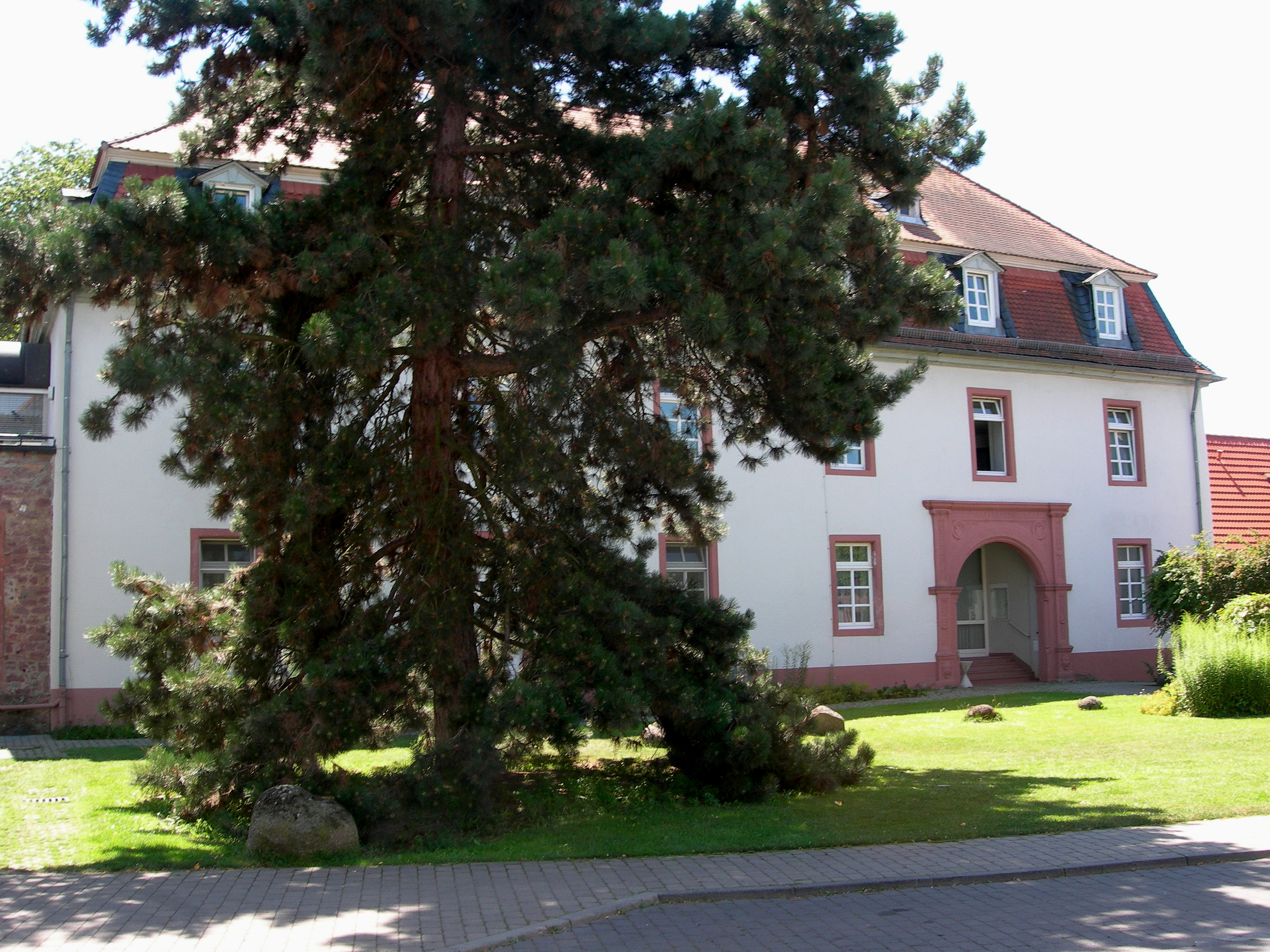
Das ehemalige Schloss im Ortsteil Gräfenhausen

### Bauwerke
Bauwerke in Weiterstadt und den Stadtteilen sind:
- Das Schloss in Gräfenhausen, das heute als Altersheim Ohlystift genutzt wird. Das Schloss Braunshardt, das 1760 errichtet wurde und die sich darin befindende Kirche.
- Die alte Dorfkirche in Weiterstadt, die 1690 gebaut wurde sowie die alte Dorfkirche in Gräfenhausen, die 1818 eingeweiht wurde.
- Das im Jahr 1605 gebaute Rathaus in Schneppenhausen
- Das im Jahr 1683 gebaute Fachwerkhaus in Braunshardt und zwei weitere Fachwerkhäuser in Weiterstadt und Gräfenhausen, die aus dem 18. und 19. Jahrhundert stammen.

### Grünflächen und Naherholung

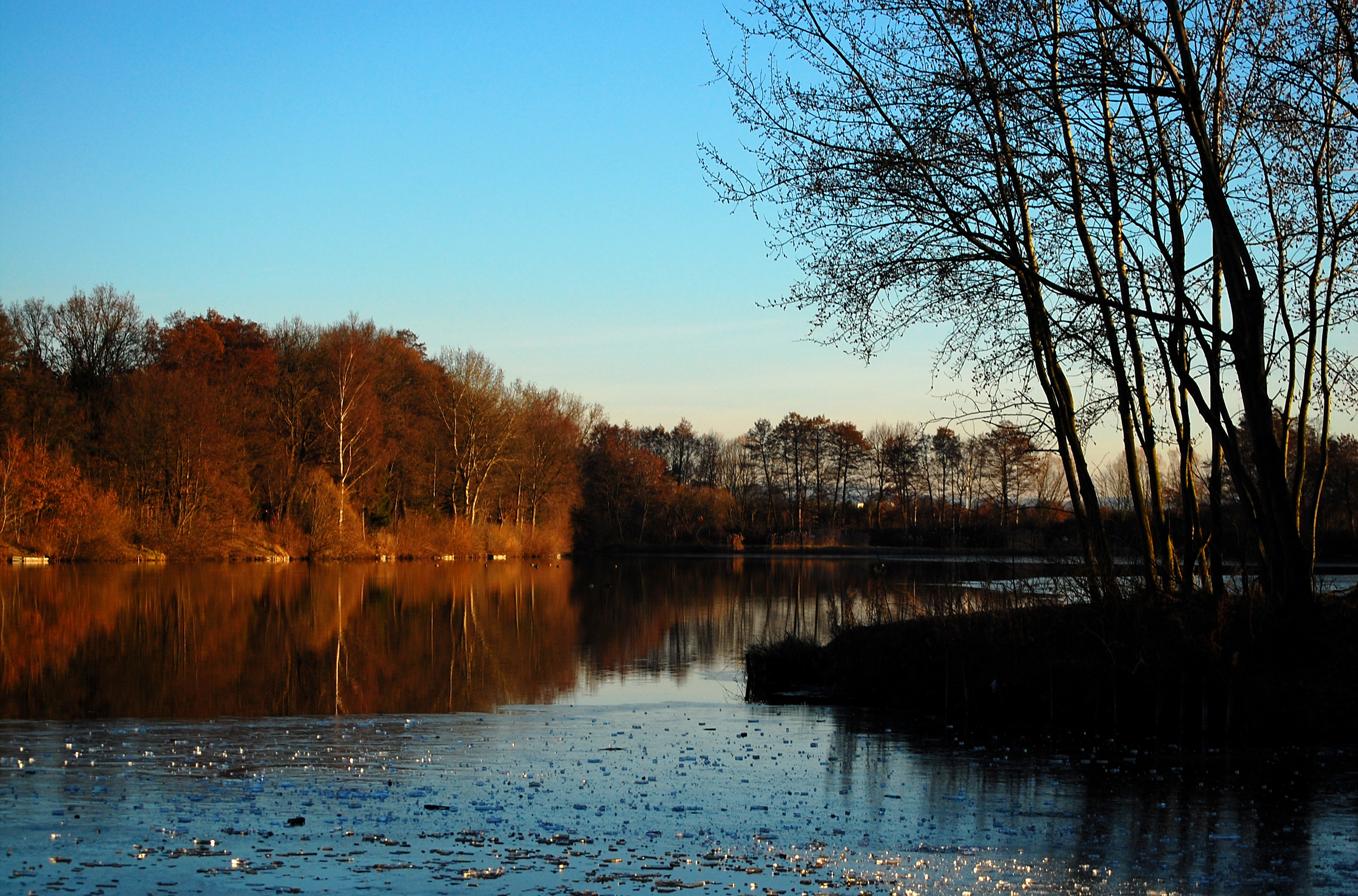
Der Steinrodsee

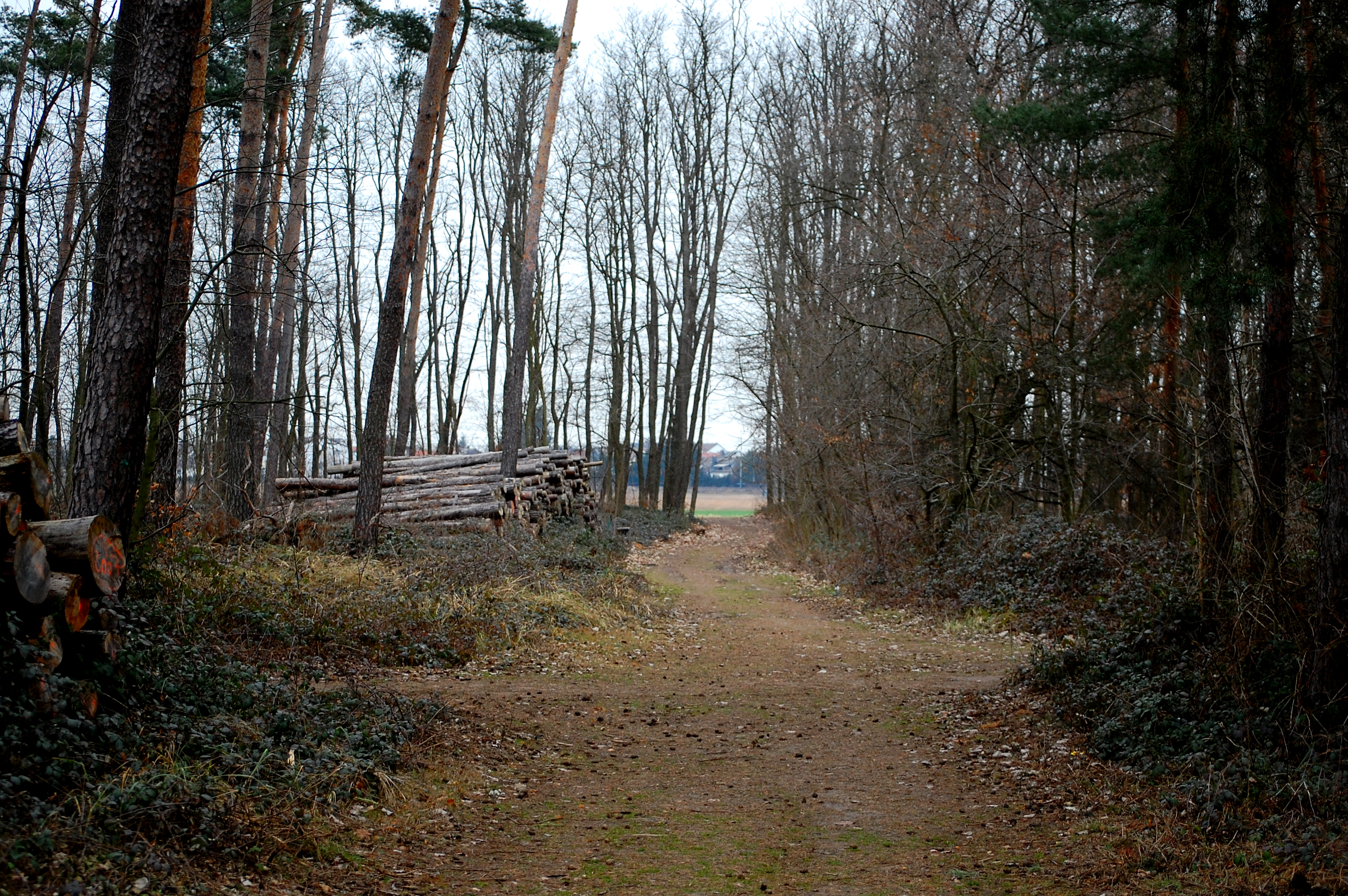
Braunshardter Tännchen

#### Steinrodsee
Das Erholungsgebiet Steinrod befindet sich im Norden der Stadt bei Gräfenhausen. In der Mitte des Gebiets liegt der Steinrodsee, um den ein Spazierweg führt. Am Südufer des Sees befindet sich eine Grillhütte, die bei der Stadt gemietet werden kann. An der Westseite des Sees liegt ein Campingplatz sowie ein Biergarten mit Angelteich.

#### Braunshardter Tännchen
Das Braunshardter Tännchen ist das Waldgebiet westlich von Weiterstadt. Durch den Wald führen verschiedene Spazierwege. Am östlichen Waldrand liegt eine Grillhütte, die durch die Stadt verwaltet wird. Gleich am Anfang ist eine kleine Minigolfanlage, die in den Sommermonaten für Abwechslung sorgt. Für Kinder liegt an der Grillhütte ein Spielplatz, ein Bocciafeld, das auch von älteren Menschen gerne genutzt wird. Im Sommer findet jährlich ein Sommerspielfest für Kinder statt. Außerdem findet jährlich das Open Air Filmfest dort statt.

#### Schlosspark Braunshardt
Ein größerer angelegter Park ist beim Schloss Braunshardt zu finden. Im Park sind zwei Lindenalleen, die an einem Gartenpavillon enden. Im Osten des Schlossparks befindet sich ein französischer, im Westen ein englischer Garten. Ein weiterer Park, auch wenn etwas kleiner, befindet sich in der Nähe des Bürgerzentrums in Weiterstadt.

### Natur und Schutzgebiete
In der Gemarkung Gräfenhausen befindet sich ein Teil des Naturschutzgebiets „Am Kleewoog von Gräfenhausen“. Das Naturschutzgebiet „Löserbecken von Weiterstadt“ liegt in der Gemarkung von Weiterstadt.
Als flächenhafte Naturdenkmale geschützt sind in der Gemarkung Weiterstadt der „Entenpfuhl bei Weiterstadt“, in der Gemarkung Gräfenhausen die Binnendünen „Großer und kleiner Rotböll“ (seit 2008 FFH-Gebiet „Rotböhl“) und die „Sanddüne am Apfelbach“ sowie in der Gemarkung Braunshardt die Vogelschutzgehölze „Schlossteich auf der Braunshardter Weide“ und „Vogelschutzbrutstätte Ewigerstumpf“.

### Regelmäßige Veranstaltungen
In Weiterstadt finden regelmäßig Veranstaltungen statt, die von den zahlreichen Vereinen organisiert werden. Der Gewerbeverein Weiterstadt z. B. organisiert die Weiterstädter Automobilausstellung, die mit einem musikalischen Rahmenprogramm versehen ist, ebenso wie das Oktoberfest im Herbst. Weiterhin wird in Zusammenarbeit mit dem SV Weiterstadt und dem Karnevalsverein das Ortskernfest im Sommer und während der Fußball-Europameisterschaft 2008 die EM-Arena veranstaltet. Als weitere Innenstadtfeste haben sich die Weinfeste des DRK Weiterstadt und Gräfenhausen etabliert. Darüber hinaus finden Adventsmärkte in den Stadtteilen statt und im Sommer nahezu jedes Wochenende Grillfeste verschiedener Vereine im Braunshardter Tännchen und am Steinrodsee. Eine der größten und überregional bekanntesten Veranstaltungen ist das Open Air Filmfest Weiterstadt, welches vom Kommunalen Kino veranstaltet wird. In den Stadtteilen wird die Kerb gefeiert, eine der ältesten Veranstaltungen ist die Kerb in Gräfenhausen.

### Freizeit
Für die Gestaltung der Freizeit bietet Weiterstadt viele Angebote, wie beispielsweise ein Hallenbad, eine Stadtbücherei, ein kommunales Kino und die Erholungsgebiete Steinrod und Braunshardter Tännchen. Für Jugendliche ist ein Jugendzentrum (Juze) vorhanden, das mit der Gesamtschule Albrecht-Dürer-Schule kooperiert.

### Sport
Jeder Stadtteil besitzt seine eigenen Sportvereine und Sportstätten, in den 1980er Jahren gab es eine privat geführte Eissporthalle Weiterstadt. 
Die SG Weiterstadt, als größter Sportverein der Stadt, bietet viele verschiedene sportliche Möglichkeiten, dies sind unter anderem Handball, Basketball, verschiedene Kampfsportarten und einige mehr. 
Im Jahr 2008 war der TSV Braunshardt Veranstalter der BMX-Europameisterschaft, die vom 1. bis 4. Mai stattfand.

## Wirtschaft und Infrastruktur

### Flächennutzung
Das Gemeindegebiet umfasst eine Gesamtfläche von 3440 Hektar, davon entfallen in ha auf:
| Nutzungsart             | Nutzungsart             | 2011 | 2015 |
| ----------------------- | ----------------------- | ---- | ---- |
| Gebäude- und Freifläche | Gebäude- und Freifläche | 393  | 392  |
| davon                   | Wohnen                  | 288  | 285  |
|                         | Gewerbe                 | 96   | 99   |
| Betriebsfläche          | Betriebsfläche          | 48   | 51   |
| davon                   | Abbauland               | 14   | 14   |
| Erholungsfläche         | Erholungsfläche         | 26   | 26   |
| davon                   | Grünanlage              | 13   | 14   |
| Verkehrsfläche          | Verkehrsfläche          | 327  | 328  |
| Landwirtschaftsfläche   | Landwirtschaftsfläche   | 1627 | 1625 |
| davon                   | Moor                    | 0    | 0    |
|                         | Heide                   | 0    | 0    |
| Waldfläche              | Waldfläche              | 725  | 727  |
| Wasserfläche            | Wasserfläche            | 56   | 56   |
| Sonstige Nutzung        | Sonstige Nutzung        | 38   | 35   |

### Wirtschaftsstruktur
In Weiterstadt wohnen 8.203 Beschäftigte, die ihr Geld im Handel, Gastgewerbe und Verkehr (39,7 %) sowie im produzierenden Gewerbe (29,2 %) verdienen. Der Rest ist auf Landwirtschaft (Schwerpunkt Anbau von Gemüsespargel) und Forstwirtschaft (0,7 %), Finanzierung, Vermietung und Unternehmensdienstleistungen (19,8 %) und auf öffentliche und private Dienstleistungen (10,6 %) verteilt. Die Arbeitslosenquote liegt in Weiterstadt bei 6,2 %.(Stand: 2011)

### Ansässige Unternehmen

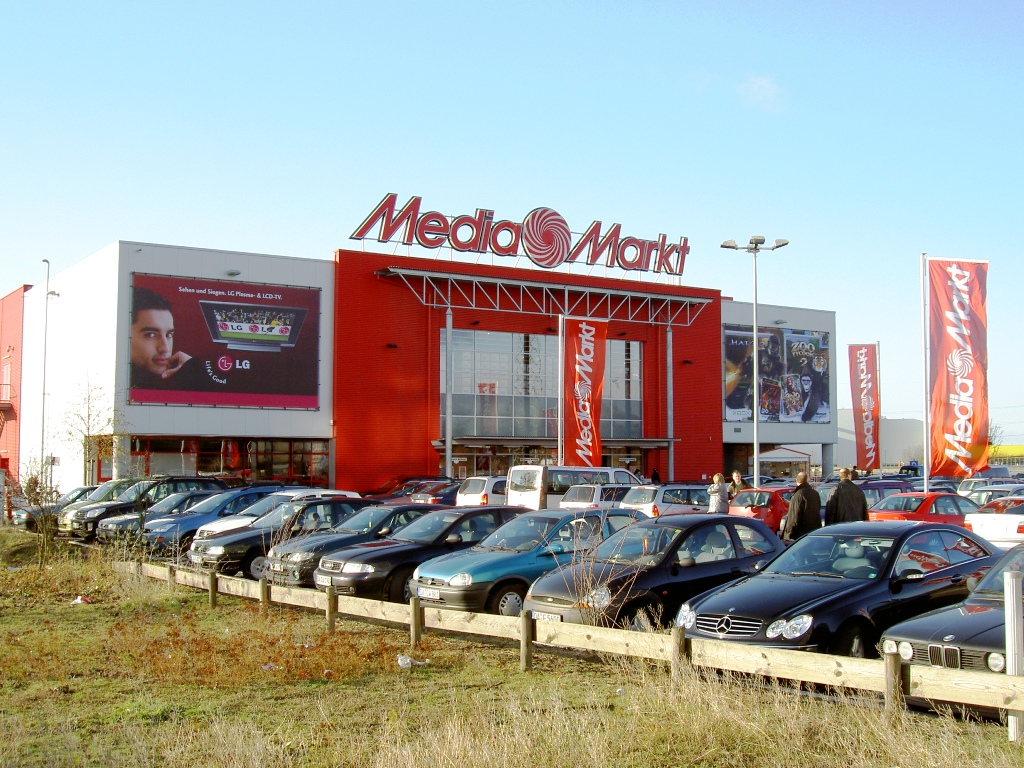
Media Markt in Weiterstadt

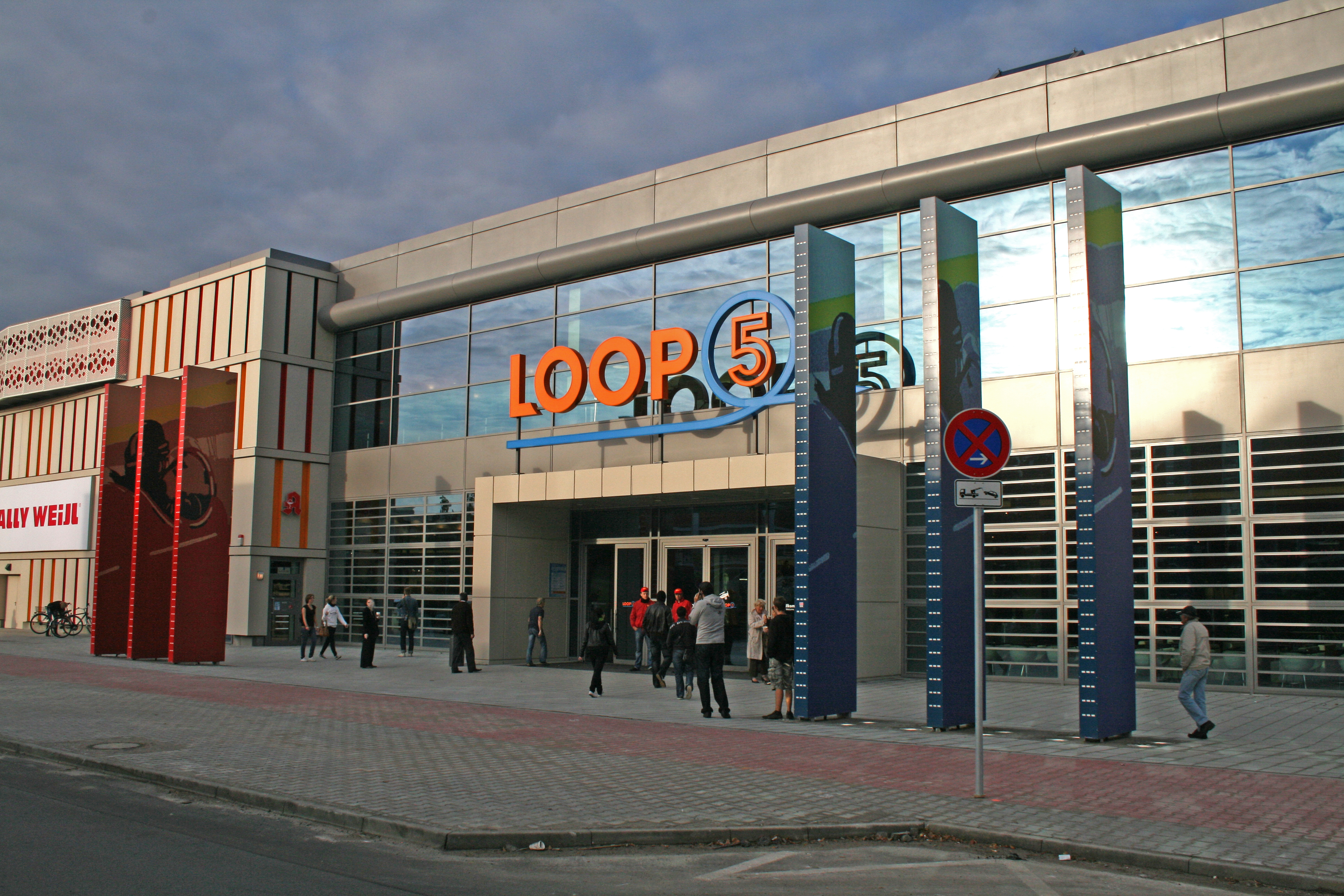
Einkaufszentrum „Loop 5“

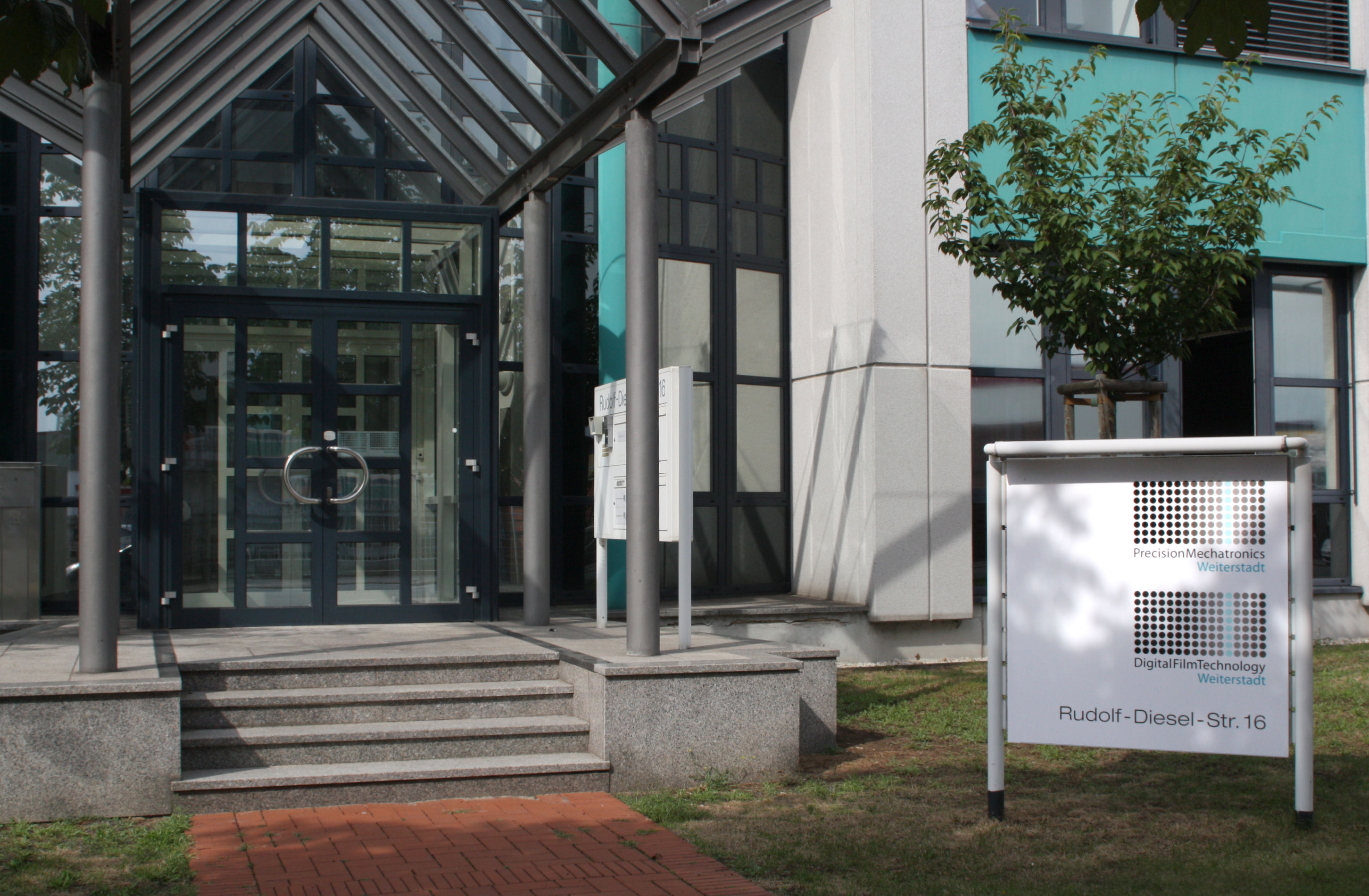
Precision Mechatronics GmbH

Weiterstadt entwickelte sich zu einem sehr beliebten Standort für Großmärkte. So hat das Einrichtungshaus Segmüller im Gewerbegebiet West einen seiner größten Standorte in Deutschland, bereits 1991 wurde im Stadtteil Gräfenhausen das Regionallager für Hessen gebaut. Daneben sind nahezu alle bekannten Großmarktketten vertreten.
Einige Unternehmen haben in Weiterstadt ihren Hauptsitz. Das sind unter anderem der Fahrzeughersteller-Vertreter Škoda Auto Deutschland, die Hilfsorganisation ADRA, die Firma Devoteam, die Firma Grass Valley Germany und die Nachfolgeorganisation der Precision Mechatronics GmbH betreibt eine Fertigungshalle. Des Weiteren haben einige große Firmen einen Standort in Weiterstadt. Dies sind unter anderem Evonik, Degussa und Wella.
In den Gewerbegebieten der Stadt sind unterschiedliche Betriebe ansässig. Von Elektrofachgeschäften bis hin zu Einrichtungshäusern. Der Media Markt in Weiterstadt war bis 2007 der größte in Europa.
Insgesamt sind circa 2.100 Gewerbebetriebe bei der Stadt Weiterstadt gemeldet. Am 9. Oktober 2009 eröffnete in der Riedbahn das Einkaufszentrum LOOP5 mit einer Ladenfläche von 56.000 m², welches von der Sonae Sierra Unternehmensgruppe gebaut wurde und eine Investition von 256 Millionen Euro darstellte.
Eine Studie der Industrie- und Handelskammer (IHK) Darmstadt ergab 2007, dass Weiterstadt nach Bensheim „Top-Standort unter den Mittelzentren der Region Darmstadt-Rhein-Main-Neckar“ ist.

### Verkehr

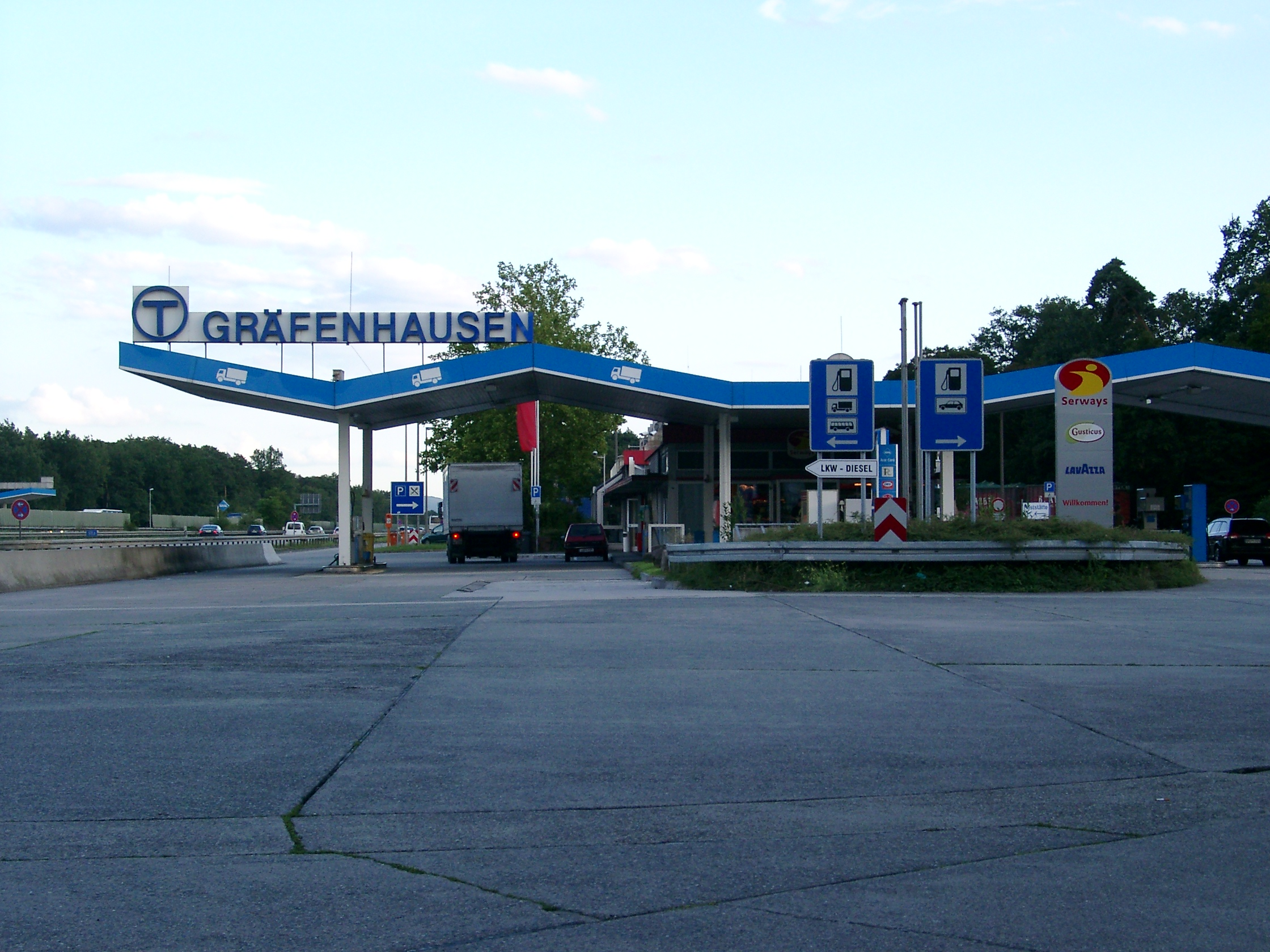
Autobahnraststätte Gräfenhausen

Weiterstadt liegt verkehrsgünstig an der Bundesautobahn 5 sowie an der Bundesstraße 42. Der Autobahnanschluss wurde von 2005 bis 2008 zu einem Vollkleeblatt ausgebaut, die Kosten betrugen rund 10 Millionen Euro. Die angesiedelten Großmärkte führen hauptsächlich an Wochenenden zu erheblichen Verkehrsaufkommen. Durch die B 42 ist Weiterstadt gut mit Darmstadt und Groß-Gerau verbunden. Der Frankfurter Flughafen liegt circa 30 Autominuten von Weiterstadt entfernt.
1994 ließ die Bündnis 90/Die Grünen-Fraktion im Kreistag ein Gutachten zu Radrouten für Alltagsradler zwischen Weiterstadt und Darmstadt anfertigen. Inzwischen ist ein Radroutennetz entstanden, das Ziele ausweist und Wege für Radfahrer empfiehlt, die wenig oder gar nicht von Kfz-Verkehr belastet sind. Der örtliche Kreisverband des ADFC kritisiert die im Jahr 2007 gebauten Radwege und die aus seiner Sicht unnötigen Sperren auf den ausgewiesenen Radrouten, die seiner Meinung nach Ausdruck einer autozentrierten Sichtweise der Verkehrsplaner sind. Der ADFC fordert eine bessere Berücksichtigung der Bedürfnisse der Radfahrer bei zukünftigen Planungen.
Der Bahnhof Weiterstadt an der Rhein-Main-Bahn (Wiesbaden–Mainz–Darmstadt–Aschaffenburg) liegt am nordwestlichen Rand von Weiterstadt. Auch Braunshardt ist durch diesen Bahnhof erschlossen. Außerdem existieren die (Schnell-)Busverbindungen WE1 bis WE4 sowie X14 und X15, die viertel-, halb- und stündlich nach Darmstadt, Erzhausen, Worfelden, Groß-Gerau und zum Frankfurter Flughafen fahren. Zusätzlich wird Weiterstadt durch das Sammeltaxi DadiLiner der DADINA bedient. Eine Anbindung an die Stadt Darmstadt per Straßenbahn ist geplant, jedoch ist dieses Vorhaben zurzeit (Stand 2008) auf Eis gelegt.

### Bildung
In der Stadt Weiterstadt gibt es 17 Kindertageseinrichtungen. Davon befinden sich acht in der Kernstadt Weiterstadt, drei in Braunshardt, ebenfalls drei in Gräfenhausen, zwei in Schneppenhausen und eine im Stadtteil Riedbahn.
In Weiterstadt gibt es zwei Gesamtschulen, zum einen die Albrecht-Dürer-Schule, die in der Kernstadt Weiterstadt liegt, zum anderen die Hessenwaldschule, die sich im Stadtteil Gräfenhausen befindet. Neben der Gesamtschule in der Kernstadt liegt ein Beratungs- und Förderzentrum, außerdem befindet sich eine Grundschule in der Stadtmitte. Die Stadtteile Braunshardt, Gräfenhausen und Schneppenhausen haben ihre eigenen Grundschulen.

### Öffentliche Einrichtungen
- Im Stadtteil Riedbahn befindet sich die Handwerkskammer Rhein-Main.
- Bürgerhäuser stehen in der Kernstadt und in den Stadtteilen Schneppenhausen, Gräfenhausen und Braunshardt. Dort werden Tagungen, Seminare, Konzerte und Theatervorführungen abgehalten. Außerdem verfügen sie in Gräfenhausen und Schneppenhausen über Büchereien. In Braunshardt bietet auch das Schloss für Tagungen und andere Veranstaltungen Platz.

### Medien
Für die Stadt Weiterstadt wird die wöchentliche Zeitung „Wochen-Kurier“ gedruckt und jeden Donnerstag kostenlos ausgetragen. Sie berichtet von den einzelnen Stadtteilen und von Vereinsneuigkeiten. Außerdem werden dort amtliche Bekanntmachungen veröffentlicht. Die regionale Tageszeitung Darmstädter Echo berichtet nahezu in jeder Ausgabe auch über Vorkommnisse aus der Stadt Weiterstadt bzw. aus ihren Stadtteilen. Das Anzeigenblatt SüWo (Südhessen Woche, vormals Südhessenspiegel), das wie das Darmstädter Echo zum Medienhaus Südhessen gehört, wird ebenfalls wöchentlich als Ausgabe Nr. 9 (= Darmstadt-West bzw. für Griesheim, Weiterstadt und Erzhausen) mittwochs/donnerstags kostenlos auch in Weiterstadt ausgetragen.

## Persönlichkeiten

### Söhne und Töchter der Stadt
- Friedrich Alefeld (* 1820 in Gräfenhausen, † 1872 in Ober-Ramstadt) war ein deutscher Arzt und Botaniker.
- Felix Lehmann (* 19. Januar 1889 in Weiterstadt, † 1942 im KZ Auschwitz) – (nicht identisch mit dem deutschen Kapellmeister und Jazzmusiker gleichen Namens (1882–1975)[59])
- Phil Stark (* 30. Dezember 1919 in Gräfenhausen; † 14. April 1992 in Toronto), deutscher Tenor, der nach Kanada auswanderte
- Christel Trautmann (* 23. Oktober 1936 in Weiterstadt; † 16. Juni 2020), Politikerin (SPD), Landtagsabgeordnete in Hessen

### Mit Weiterstadt verbunden
- Wolfgang Sucker (* 21. August 1905 in Liegnitz, † 30. Dezember 1968 in Darmstadt) war ein evangelischer Theologe und war nach dem Zweiten Weltkrieg Pfarrer in Weiterstadt.
- Dietrich Höffler (* 8. Oktober 1934 in Tilsit, † 9. Februar 2020) Mediziner, wurde im Ortsteil Braunshardt beigesetzt.
- Rainer Witt (* 8. November 1943 in Darmstadt; † 15. Oktober 2014) Journalist, Hörfunkreporter, Fernsehmoderator, Schriftsteller, Kabarettist und Galerist.
- Bruno Labbadia (* 8. Februar 1966 in Darmstadt) spielte in seiner Jugend in Weiterstadt und Schneppenhausen Fußball.
- Heike Hofmann (* 30. Juni 1973 in Groß-Gerau) hessische Politikerin (SPD), Abgeordnete des hessischen Landtags und stellvertretende Ortsvereinsvorsitzende in Weiterstadt.